# Obelisk

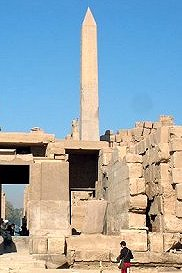
Einer der Obelisken der Hatschepsut im Tempelkomplex von Karnak nördlich von Luxor

Ein Obelisk (Plural Obelisken; über lateinisch obeliscus von griechisch ὀβελίσκος obelískos, dem Deminutiv von ὀβελός obelós, deutsch ‚Spitzsäule, [Brat]spieß‘) ist ein freistehender hoher, nach oben verjüngter, in ursprünglicher Herstellungsart monolithischer Steinpfeiler (Stele), der eine pyramidenförmige Spitze hat, das Pyramidion. Das ägyptische Wort für solche Pfeiler ist techen.

## Ägyptische Obelisken
Der Obelisk stellte im Alten Ägypten, wie die Pyramide, die steingewordenen Strahlen des Sonnengottes dar und war die Verbindung zwischen der hiesigen und der Götterwelt. Obelisken standen in der Regel paarweise vor Pyramiden oder Tempeln.
Zunächst wurden Obelisken vor dem Tempel des Sonnengottes Re in Heliopolis, dem alten On, aufgestellt. Im Alten Reich waren Obelisken zunächst schmucklos glatt – lediglich die pyramidenförmige Spitze war vergoldet bzw. mit Elektron überzogen und spiegelte so den Glanz der Sonne und damit die Macht des Sonnengottes wider. Ihr Schattenumlauf war Anzeiger und Zeichen für die tägliche Umfahrt des Re auf der Sonnenbarke von Osten nach Westen (nachts zurück durch die Unterwelt) und wurde von den Menschen beobachtet. Sein genau bestimmter Auf- und Untergang und der unbeeinflussbare Jahresablauf machten Re zum Sinnbild der Weltordnung, Hüter des Rechts und der zwischenmenschlichen Beziehungen. Begleitet wird Re von seiner Tochter Maat, der Göttin der guten Ordnung, der Gerechtigkeit und der Wahrheit. Re löste den Urgott Atum ab und galt als Vater des Pharaos, der deshalb den Königstitel Sohn des Re trug. Daher wurden die Obelisken als Symbole des Sonnengottes, der göttlichen Weltordnung und der Verbindung Re-Pharao so wichtig, so verbreitet und wurden auch immer größer ausgeführt.

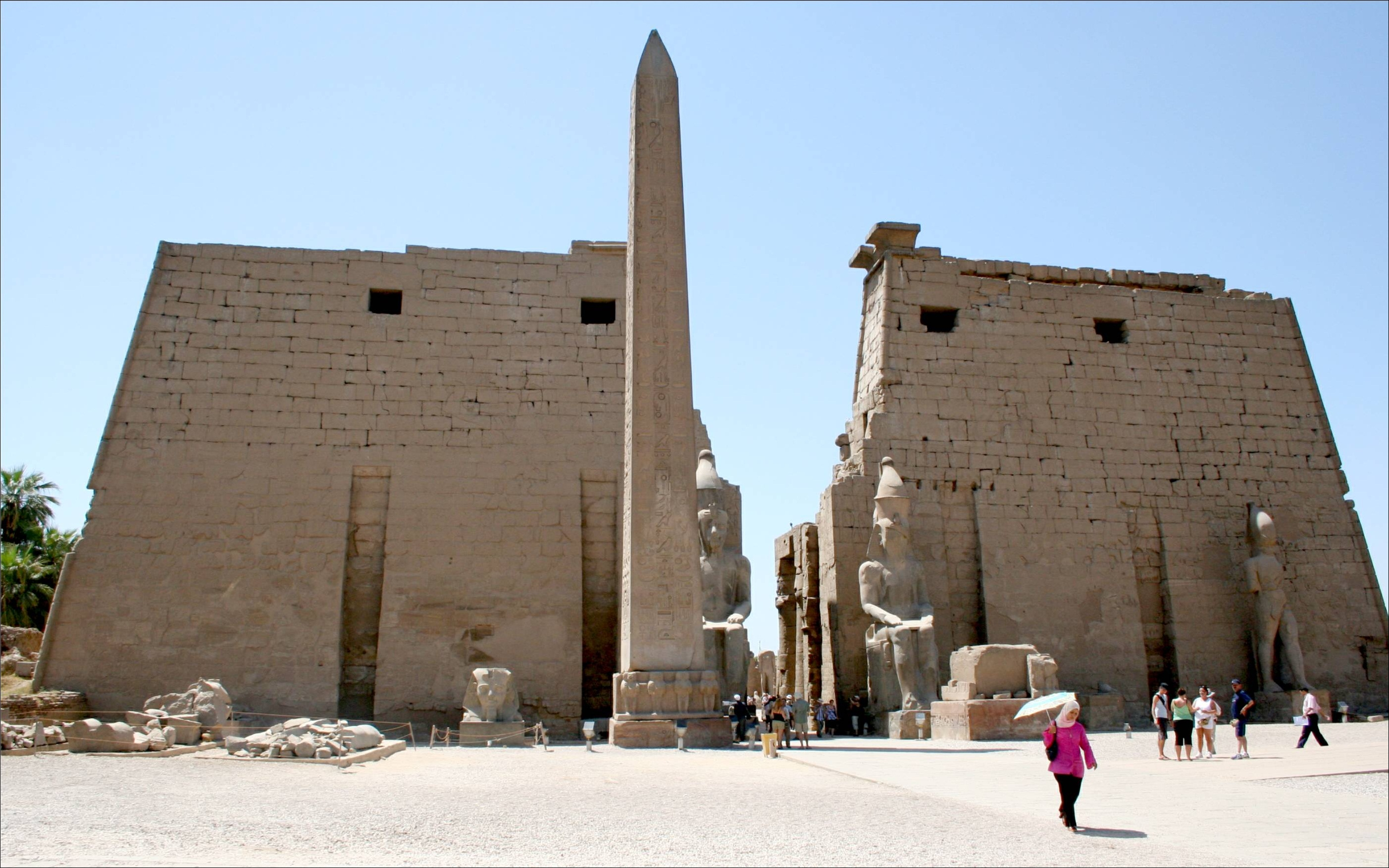
Ein Obelisk am Eingang des Tempels von Luxor

Mit der Verschmelzung Res mit dem ursprünglichen Fruchtbarkeitsgott Amun aus Theben zum Reichsgott Amun-Re stieg die Bedeutung und Verbreitung des baulichen Zeichens noch weiter. Im Neuen Reich wurden die Obelisken schließlich ganz mit Hieroglyphen beschriftet. Die größten Obelisken ließ die Pharaonin Hatschepsut (18. Dynastie) herstellen. Der bis heute im Amun-Tempel in Karnak bei Luxor stehende ist 32 m hoch. Seine Spitze war ebenfalls mit Elektron überzogen.
Das Gewicht eines großen Obelisken beträgt über 200 Tonnen; ein unvollendeter Obelisk in Assuan gilt als größter mit etwa 1100 Tonnen. Im alten Ägypten war das Ziehen und Aufrichten heiliger Pfeiler ein wichtiger Teil des rituellen Geschehens.
Die zunächst schmucklosen Obelisken erhielten später Inschriften. Die Anordnung der Hieroglyphen-Inschriften folgte dabei festen Regeln. Die Zeilen der Hieroglyphen sind nach rechts oder links orientiert. Die Menschen- und Tiersymbole der Schriftzeichen auf der Vorder- und Rückseite der paarig vor den Tempeln aufgestellten Obelisken blickten immer zu dem zwischen den beiden Tehen-Pfeilern verlaufenden Weg zum Tempeleingang, die auf den Seitenflächen zum Tempel. So kann noch heute bei den nach Rom, Paris oder Istanbul verbrachten Obelisken die ursprüngliche Orientierung zum Tempel bestimmt werden. Diese Anordnung von Bildsymbolen ist uralt, so blicken bereits die Tierfiguren von Stier, Fuchs oder Kranich auf den Längsseiten der T-förmigen Pfeiler der ältesten bekannten Tempelanlage in Göbekli Tepe auf den Weg, der ins Zentrum der jeweiligen Anlage führt.

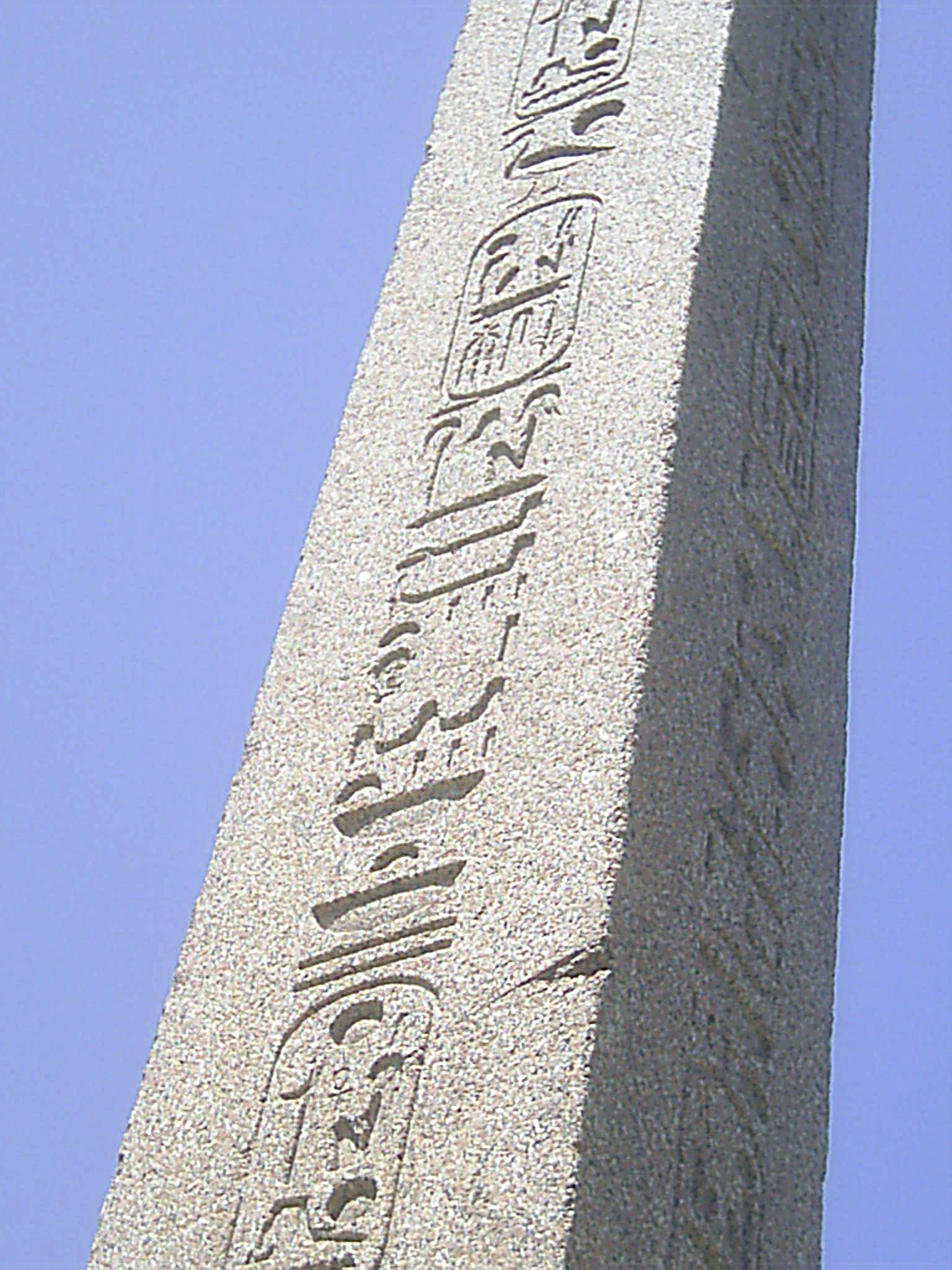
Aus Granit gefertigter Boboli-Garten-Obelisk, den seiner Inschrift nach Ramses II. in Heliopolis errichten ließ.

Römische Kaiser brachten 13 Obelisken als Siegestrophäen aus Ägypten nach Rom. Einige wurden im frühen Mittelalter wegen ihres „heidnischen“ Ursprungs zerstört oder zerfielen. So wurde auch ein über 6 m hohe Monolith, später als Boboli-Garten-Obelisk bezeichnet, dreizehn Jahrhunderte nach seiner Aufstellung in Heliopolis in der 19. Dynastie des Neuen Reichs dann unter Domitian nach Rom verbracht und Ende des 1. Jh. im Tempel der Isis auf dem Marsfeld aufgestellt. Im 16. Jh. erwarb Ferdinando I. de’ Medici den Obelisken für seine Villa Medici. Von dort kam der Stein durch Leopold II. 1790 in den Boboli-Garten (Florenz), bekrönt mit einer vergoldeten Kugel.
Große altägyptische Obelisken stehen heute außer in Luxor (4) und Rom (13) noch je einer in Heliopolis, Kairo, Istanbul, Paris (Place de la Concorde), London (St. George’s Circus), New York (Central Park), Wimborne Minster (Kingston Lacy), Urbino, Florenz, München, Catania und Caesarea Maritima. Die Obelisken in London und New York, „Cleopatra’s Needles“ genannt, standen gemeinsam vor einem Tempel. Der seit 1836 in Paris aufgestellte Obelisk von Luxor ist 23 Meter hoch, wiegt 258 Tonnen und stand zuvor am Eingang des Luxor-Tempels.

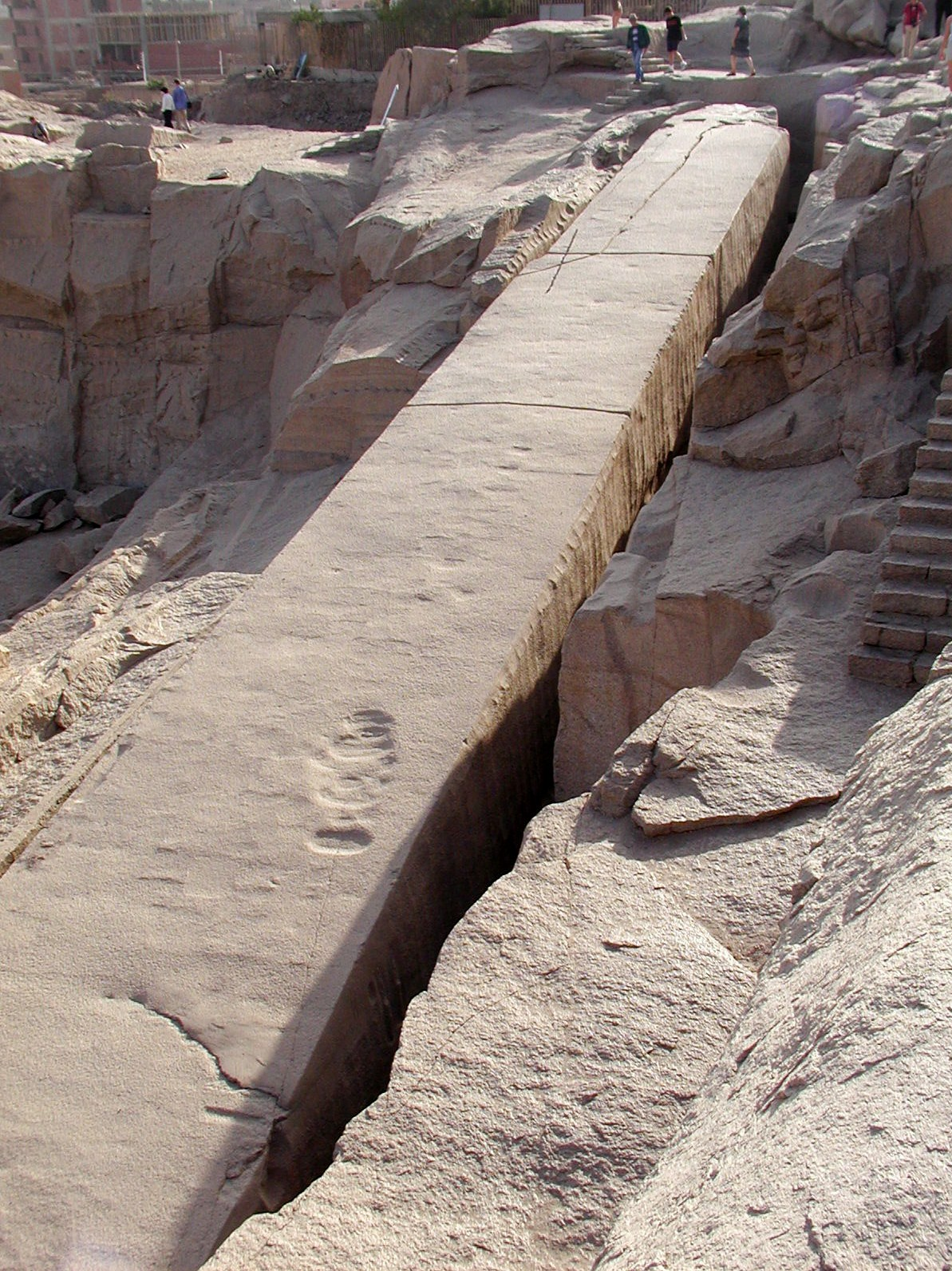
Unvollendeter Obelisk in Assuan

### Material
Bis zum Ende des Neuen Reiches wurden alle Obelisken aus dem typischen rötlichen Assuangranit in den Granitsteinbrüchen südöstlich von Assuan hergestellt. Dazu wurde ein Monolith in der erforderlichen Größe geschnitten und i. d. R. noch im Steinbruch in die Grobform gehauen. Anschließend konnte die Verschiffung über den Nil zum jeweiligen Zielort erfolgen.
Nach dem Niedergang des Alten Ägypten und dem Verlust ihrer ursprünglichen religiösen Bedeutung wurden Obelisken auch aus anderen Materialien gefertigt, zunächst aus anderen Natursteinsorten, in der Neuzeit sogar aus Metall. Die meisten neuzeitlichen Obelisken sind zudem keine Monolithen, sondern aus mehreren Teilen zusammengesetzt, oder sie bestehen aus Mauerwerk, das mit Naturstein verkleidet wurde.

### Aufrichtungsverfahren

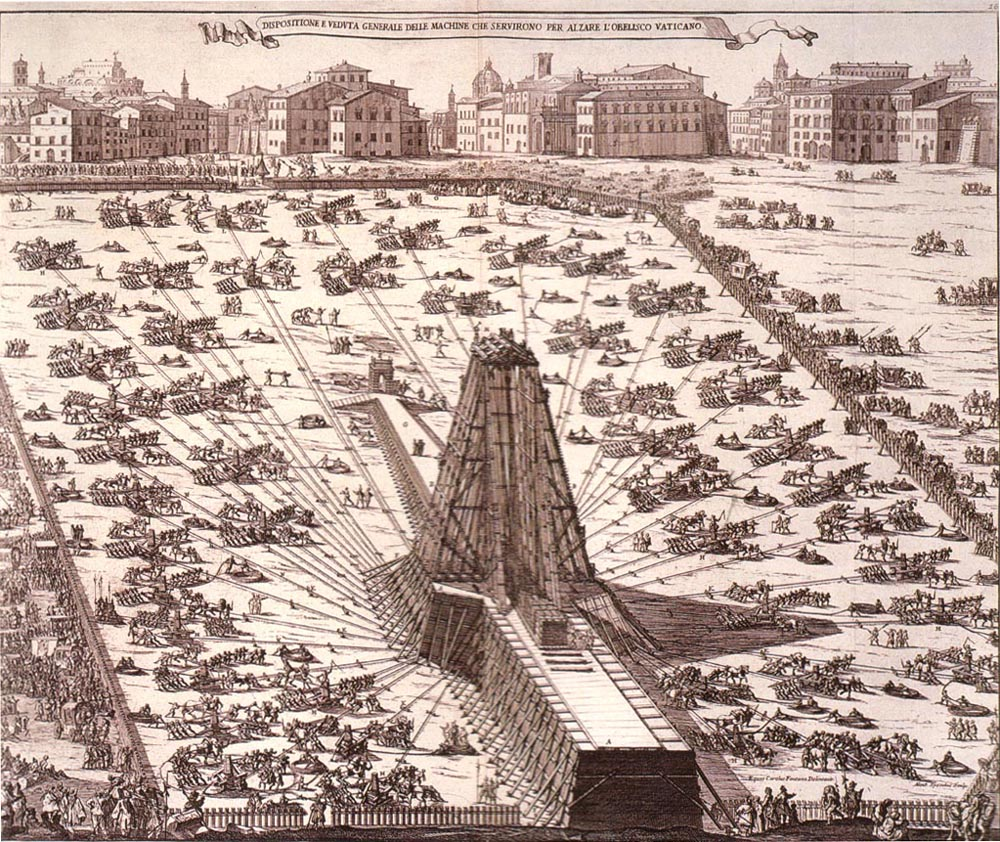
Aufrichtung des Obelisken auf dem Petersplatz in Rom

Einen großen Obelisken nur mit Menschenkraft, Pferden, Holz und Seilen aufzurichten, war selbst noch in der Renaissance kein leichtes Unterfangen. Dies verdeutlicht ein Kupferstich von 1743, der die Aufrichtung des Vatikanischen Obelisken auf dem Petersplatz in Rom am 10. September 1586 zeigt: mit 907 Menschen, 75 Pferden, 40 Spillen und Flaschenzügen sowie 5 großen Hebeln unter der Leitung von Domenico Fontana im Auftrag von Papst Sixtus V.
Die Ägypter hatten die Probleme von Herstellung, Transport und Aufrichtung unter ungeheurem Einsatz mit einfacheren Techniken gelöst. Ein Obelisk war jeweils an einem Stück aus dem Rosengranitfelsen von Assuan zu schlagen. Dafür wurden mit Schlagwerkzeugen aus dem noch härteren Material Dolerit zunächst zwei begehbare Gräben von z. B. 32 Meter Länge in den Fels getrieben, ebenso zwei kurze an der künftigen Grundfläche und der Spitze.
Die Form perfektionierte man weitgehend schon vor Ort, um Gewicht beim Transport zu sparen. Am Grund der Gräben wurden seitliche Schlitze zur Mitte des teilfreigelegten Blocks vorgetrieben. Wie genau das Ablösen des Obelisken vom Felsuntergrund geschah, ist anhand der archäologischen Befunde nicht sicher zu klären. Vielleicht durch Holzkeile, die man mit Wasser begoss, so dass sie aufquollen. Aschefunde und entsprechende archäologische Experimente weisen darauf hin, dass die Bearbeitung durch Einsatz von Feuer und anschließendes Ablöschen mit Wasser deutlich schneller vonstattengeht. Eventuell unterhöhlte man den Obelisken komplett und mauerte nach und nach den Hohlraum mit Ziegelsteinen aus, um ein Absacken zu vermeiden. Nach dem Ablösen wurde der Block mit Hebeln angehoben und mit Holz unterfüttert. Dann wurde er weiter angehoben und wieder unterfüttert.
Am Block wurden Kufen angebracht, auf denen er mit Hilfe von vielen hundert Menschen, die großen mit weit über tausend Arbeitskräften, fortgezogen werden konnte. Die Hauptstrecke wurde auf einem großen Nilschiff zurückgelegt, von Assuan bis Heliopolis beträgt die Entfernung 1500 km. Am Aufstellungsort wurde der Obelisk auf den Kufen eine Sandaufschüttung hinauf gezogen oder gehebelt, deren Höhe über der Basis des vorgesehenen Ortes der halben Länge des Obelisken entsprach. Die Mitte des Obelisken wurde über dem Aufstellungspunkt platziert. Zusätzlich hatten die Arbeiter eine schräge Mauer errichtet, die vom Baugrund bis zur Obeliskenbasis reichend als Führung diente. Unter der Mitte des Obelisken lag quer ein sehr starker Rundbalken. Nun wurde der Sand unter der unteren Hälfte langsam weggegraben. So senkte sich die untere Hälfte des Obelisken ab auf sein Fundament und die obere hob sich am Drehpunkt in die Höhe. Wegen der Mauer konnte der Stein nicht wegrutschen. Der Sand wurde abgegraben, bis der Obelisk ganz heruntergeglitten war und senkrecht stand. Anschließend wurden die Mauern, die ja eine bloße Montierhilfe waren, der Restsand und die Kufen entfernt.
Die Römer brachten, wie Sueton berichtet, erbeutete Obelisken mit hierfür verstärkten Schiffen nach Rom. Da sie auch die ägyptischen Steinbrüche weiterbetrieben und z. B. hunderte von Granitsäulen für die kaiserlichen Bauten mit bis zu 240 Tonnen Gewicht vom Mons Claudianus in der östlichen ägyptischen Wüste nach Rom transportierten, ist zu vermuten, dass sie sich auch der ägyptischen Techniken bedienten.

## Außerägyptische Obelisken

### Assyrische Obelisken

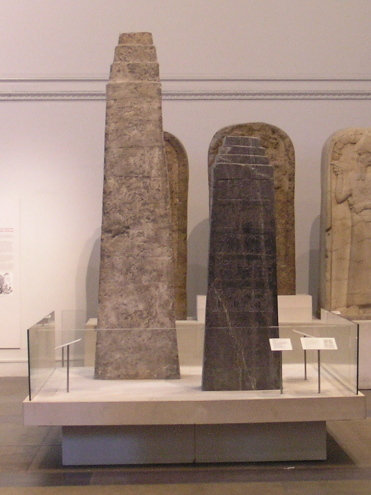
„Weißer Obelisk“ aus Ninive und „Schwarzer Obelisk“ aus Nimrud (Originale im British Museum)

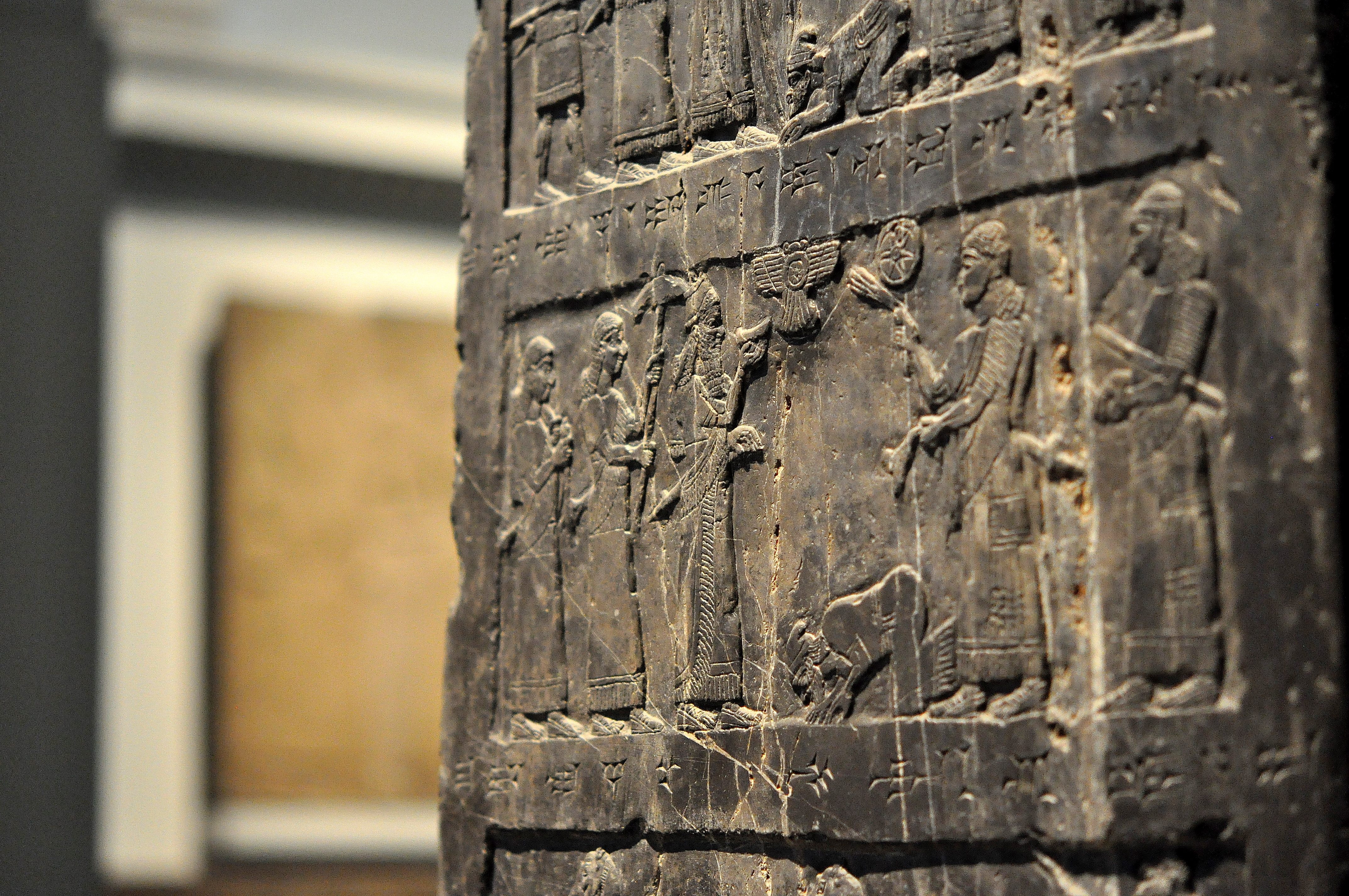
Reliefdarstellung der Unterwerfung eines israelitischen Königs Jehu

Die assyrischen Stelen haben im Unterschied zu den ägyptischen Obelisken keine pyramidenförmige Spitze, sondern einen gestuften Abschluss, dessen Form an eine Zikkurat erinnert. Sie zeigen neben Inschriften, über königliche Großtaten berichtend, detailreiche szenische Darstellungen im Flachrelief.
Die bekanntesten Stücke sind der fast drei Meter hohe Weiße Obelisk aus Ninive, der dem Assurnasirpal I. oder dem Assurnasirpal II. (883–859 v. Chr.) zugeordnet wird, und der knapp zwei Meter hohe Schwarze Obelisk des Salmanassar III. (859–824 v. Chr.) aus Nimrud. Beide sind aus Kalkstein gefertigt, tragen akkadische Inschriften in Keilschrift und allseits umlaufend Reihen von Reliefs. Auf den Reliefreihen des älteren hellen Kalksteins werden in acht Registern Schlacht- und Jagdszenen, Gastmähler und Kulthandlungen dargestellt.
Auch der nur fragmentarisch erhaltene, nach dem Assyriologen Hormuzd Rassam benannte Rassam-Obelisk kann aufgrund seiner Inschrift dem Assurnasirpal II. zugeschrieben werden. Als deutlich älter gilt ein Zerbrochener Obelisk genanntes Fragment, in dessen Nähe eine dem Aššur-bel-kala (1073–1056 v. Chr.) zugeordnete Statue gefunden wurde und das damit noch auf die mittelassyrische Zeit datiert wird.
Der neuassyrische Schwarze Obelisk ist besser erhalten. Auf dem dunklen Kalkstein finden sich insgesamt zwanzig Reliefs, angeordnet in fünf Reihen mit je vier Tafeln ringsum. Ein jedes Band zeigt Szenen der Tributübergabe seitens eines dominierten Nachbarvolks, erläutert durch Beischriften. Besonderes historisches Interesse hat die zweitobere Reihe gefunden, die Unterwerfung eines israelitischen Königs darstellend (siehe Abbildung).

### Obelisken von Aksum
Die zu Beginn des 1. Jahrtausends n. Chr. errichteten Stelen in der äthiopischen Stadt Aksum werden manchmal ebenfalls Obelisken genannt, obgleich ihr Abschluss nicht pyramidenförmig ist. Eine, der sogenannte Obelisk von Aksum, ist eine 24 Meter hohe Granitstele, die – als Beute aus dem Abessinienkrieg unter Mussolini 1937 vor dem italienischen Kolonialministerium aufgestellt – zwischenzeitlich fast sieben Jahrzehnte in Rom stand.

### Obelisken aus dem 16. bis 19. Jahrhundert
Neuzeitliche Obelisken sind zumeist aus mehreren Steinen zusammengesetzt, selten monolithisch. Ein frühes Beispiel ist der 1590 in der kulturhistorischen Epoche des deutschen Manierismus durch den königlich-dänischen Statthalter Heinrich Rantzau in Segeberg nächst der inzwischen verfallenen Rantzau-Pyramide errichtete Rantzau-Obelisk aus Bückeburger Sandstein. Samt Granit-Sockel und aufgesetztem Glockenspiel maß das Bauwerk einstmals über 16 Meter.
Ab dem Jahr 1722 wurden mehrere hundert Kursächsische Postmeilensäulen errichtet, wobei die Ganzmeilensäulen und die Distanzsäulen der Städte als Obelisken ausgeführt wurden. Von 1790 bis 1835 wurden in Preußen hunderte Meilensteine in Obeliskenform entlang der Chausseen aufgestellt. Da die preußische Meile 1,5 Kilometer kürzer war als die sächsische und das Staatsgebiet sehr viel größer, sind mehr preußische Ganzmeilenobelisken erhalten als sächsische. Auch in anderen deutschen Staaten, etwa im Kurfürstentum Hannover, in Sachsen-Weimar oder Mecklenburg-Schwerin, wählte man Obelisken als Distanzsteine.
Im Jahre 1775 errichtete Markgraf Carl Friedrich von Baden einen Obelisken in Linkenheim. Um diese Zeit entstanden weitere Obelisken in der süddeutschen Region in Karlsruhe, Würzburg und auch bei Wiesbaden.
1807 wurde zur Erinnerung an den Beginn der Landvermessung durch den napoleonischen Geographen Jean Joseph Tranchot ein Obelisk aus Blaustein, nach dem Entwurf des Capitaine Boucher, auf dem Lousberg in Aachen errichtet. Von hier aus wurden mit dem Triangulationsverfahren weitere Punkte im Gelände bestimmt, mit deren Hilfe man schließlich das Gelände kartografisch darstellen konnte. Die Absetzung Napoleons am 2. April 1814 war Anlass, das Denkmal zu zerstören. Am 15. Mai 1815 wurde der Obelisk jedoch auf Anordnung des preußischen Freiherrn Karl von Müffling wiedererrichtet, der auch die Vermessungsarbeiten im Auftrag des Königreiches Preußen fortsetzte. Als Hilfspunkt für die Triangulation genutzt, befindet sich in Sichtweite des Lousberg-Obelisken ein weiterer Blaustein-Obelisk im Paulinenwäldchen bei Aachen.
Für den Obelisken bei der De-Bosset-Brücke auf Kefalonia 1818 wurde eigens eine künstliche kleine Insel geschaffen.
Eine besondere Gruppe sind die im 19. Jahrhundert aus dem neuartigen Material Gusseisen hergestellten monumentalen Obelisken, so das Denkmal für Königin Luise in Ullerdsdorf (1800–1802, 25 m), das Fürst-Friedrich-Albrecht-Denkmal in Mägdesprung (1812, 16,70 m) und der Obelisk auf dem Löwenwall in Braunschweig (1823, 22 m). Über das gesamte 19. Jahrhundert hinweg und bis in die 1930er Jahre hinein wurden kleinere Obelisken an Kriegerdenkmälern verwendet. Auch auf Brücken, an Gebäuden und Toren fanden kleinere Obelisken Verwendung.
Das höchste steinerne Bauwerk in der Form eines Obelisken, das Washington Monument in Washington, D.C. mit seinen 169 m Höhe, wurde 1884 fertiggestellt, ist jedoch eigentlich nur ein Turm. Es war zu seiner Zeit – bis zur Fertigstellung des Eiffelturms 1889 – das höchste Bauwerk der Erde und löste damit den Kölner Dom ab.

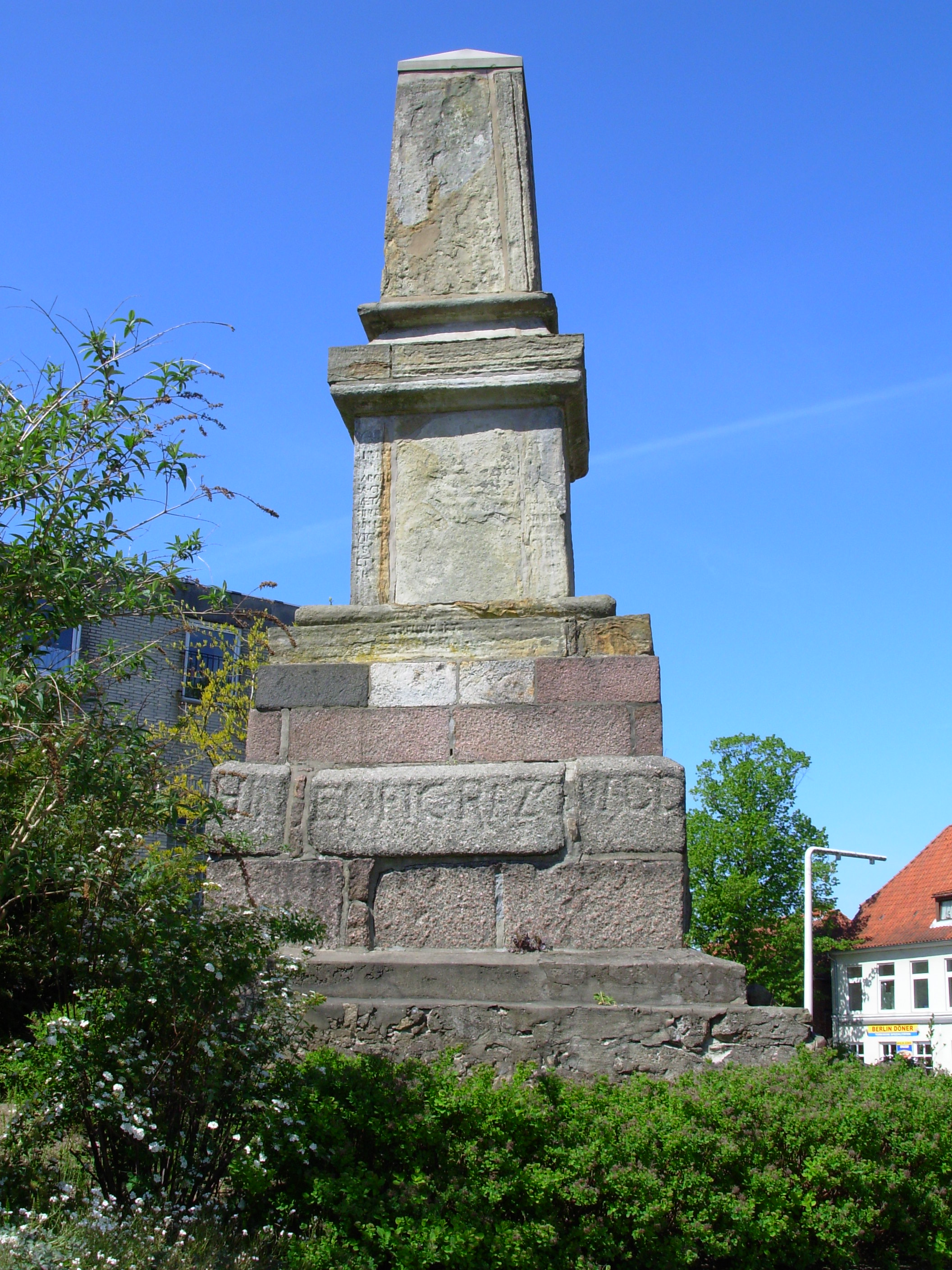
Rantzau-Obelisk in Bad Segeberg (1590)
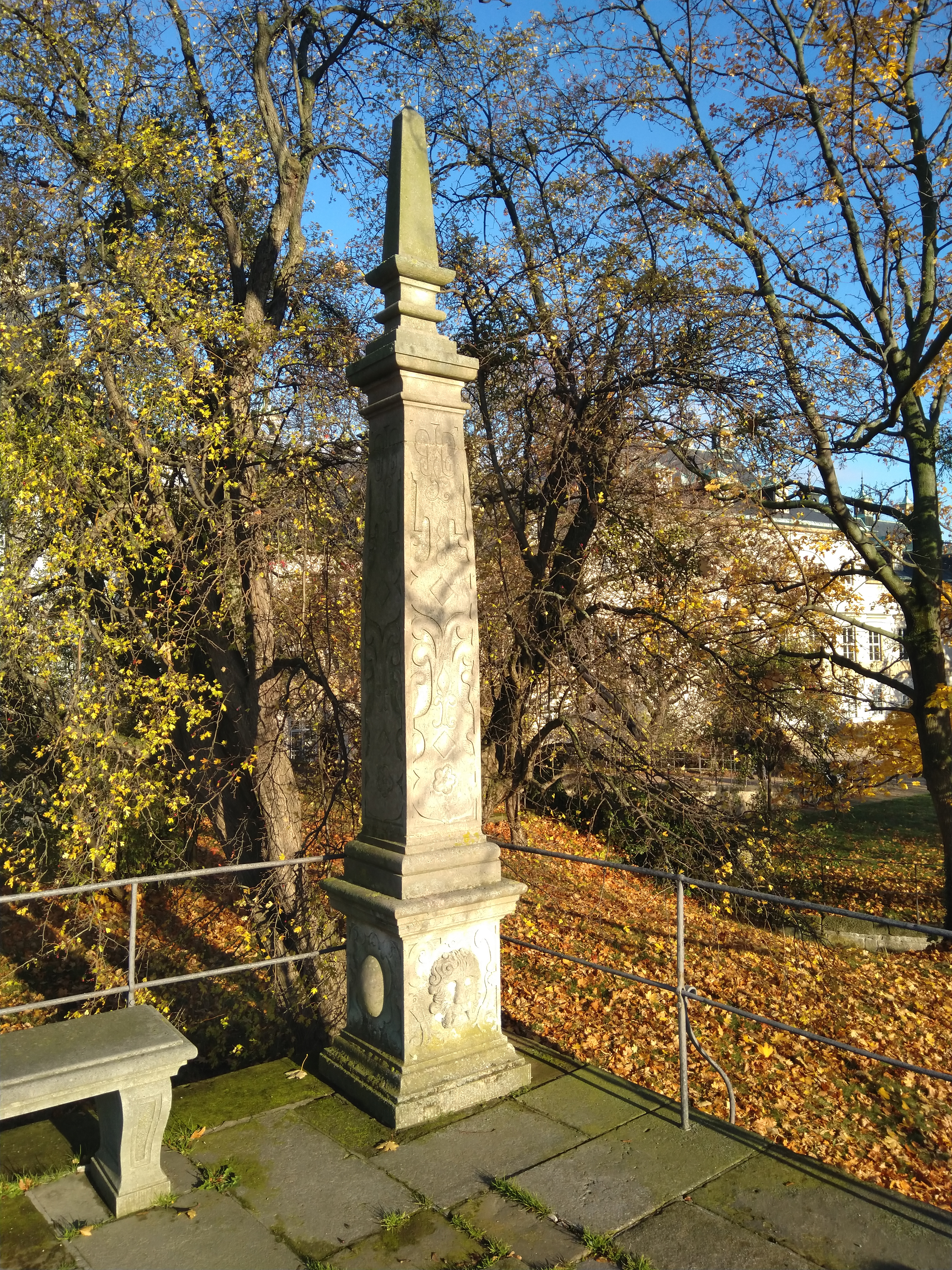
Sandsteinobelisk auf Schloss Pillnitz mit Flachreliefs im Sil des Manierismus
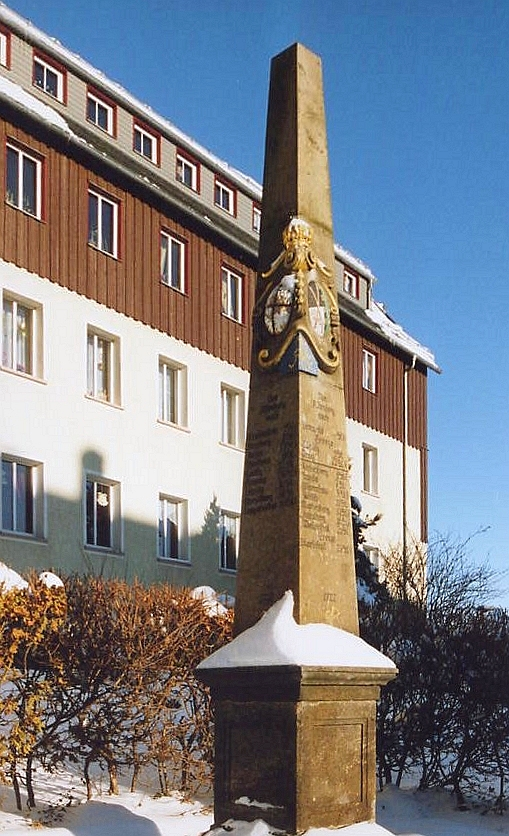
Kursächsische Postmeilensäule in Altenberg (Erzgebirge) (1722)
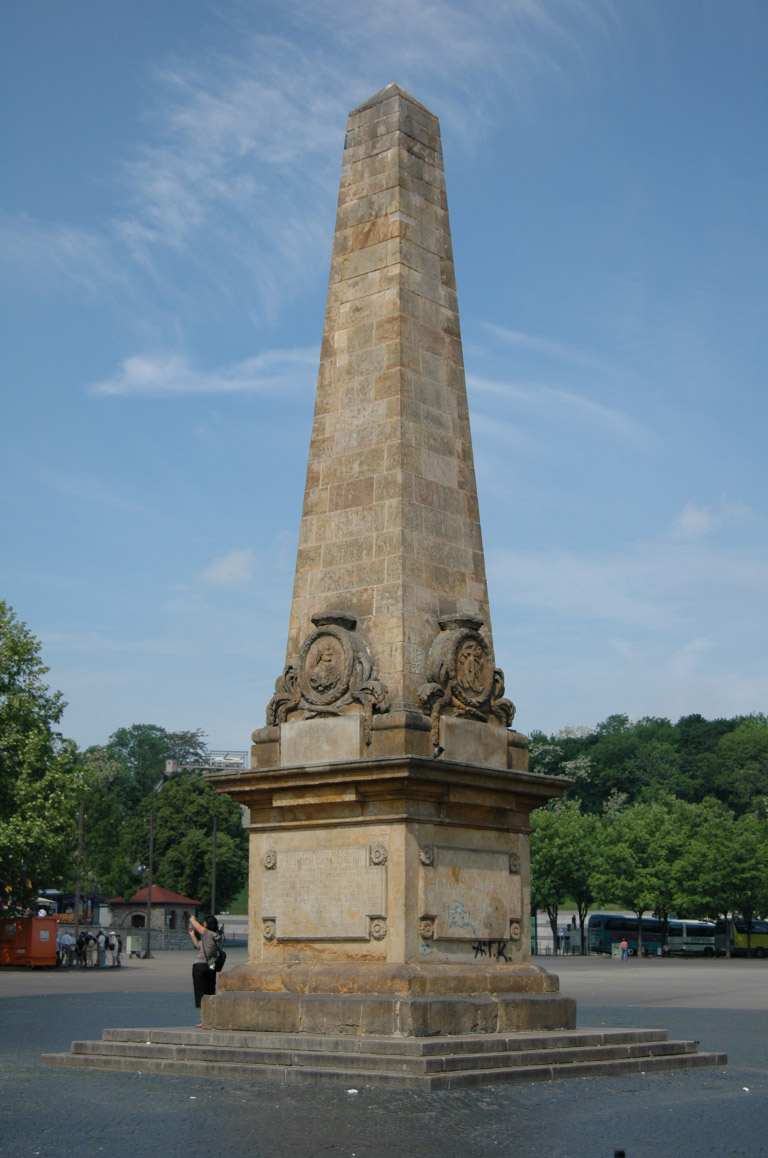
Erthal-Obelisk auf dem Domplatz in Erfurt (1777)
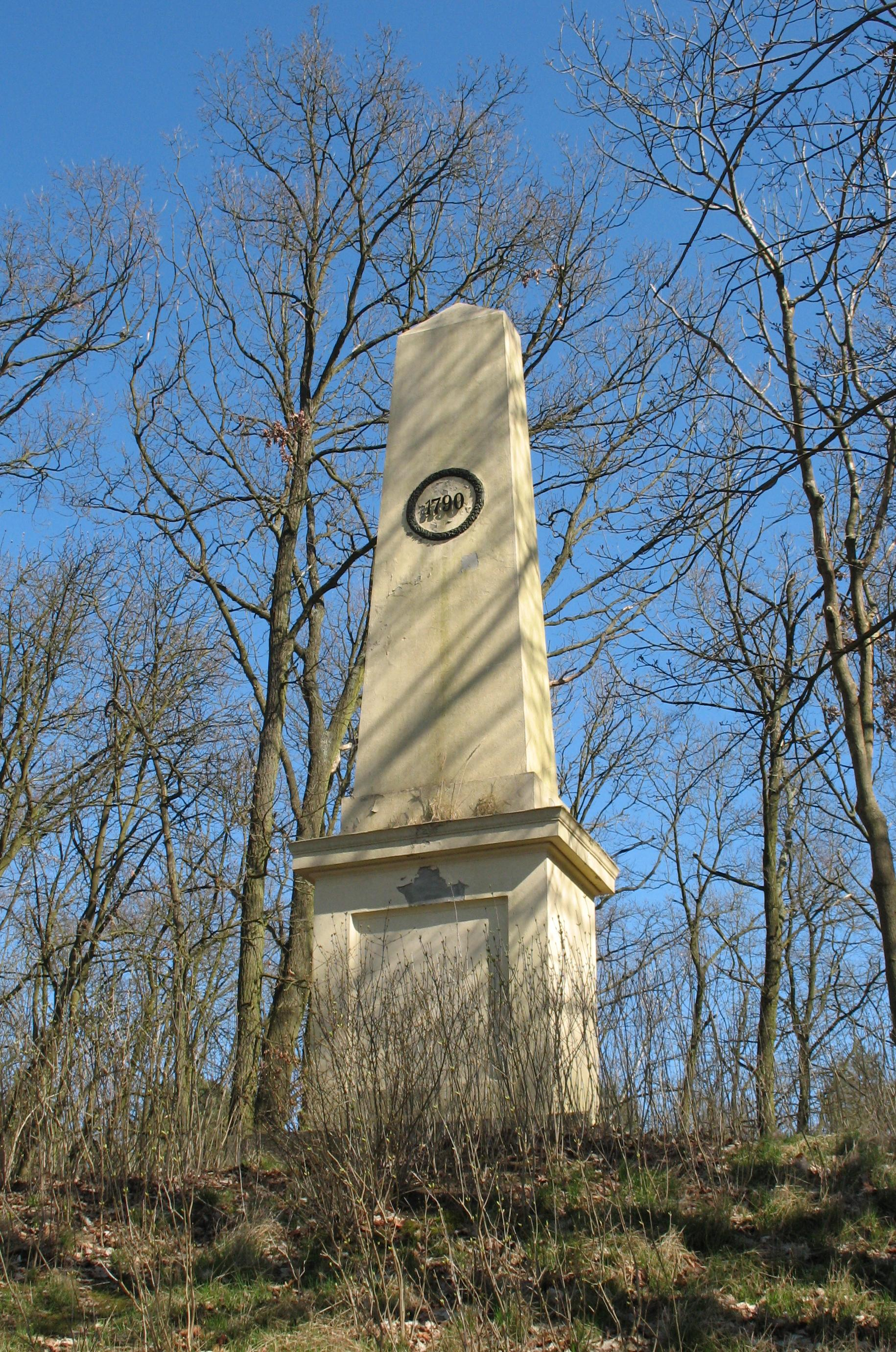
Obelisk am Ruppiner See in Wustrau-Altfriesack (1790)
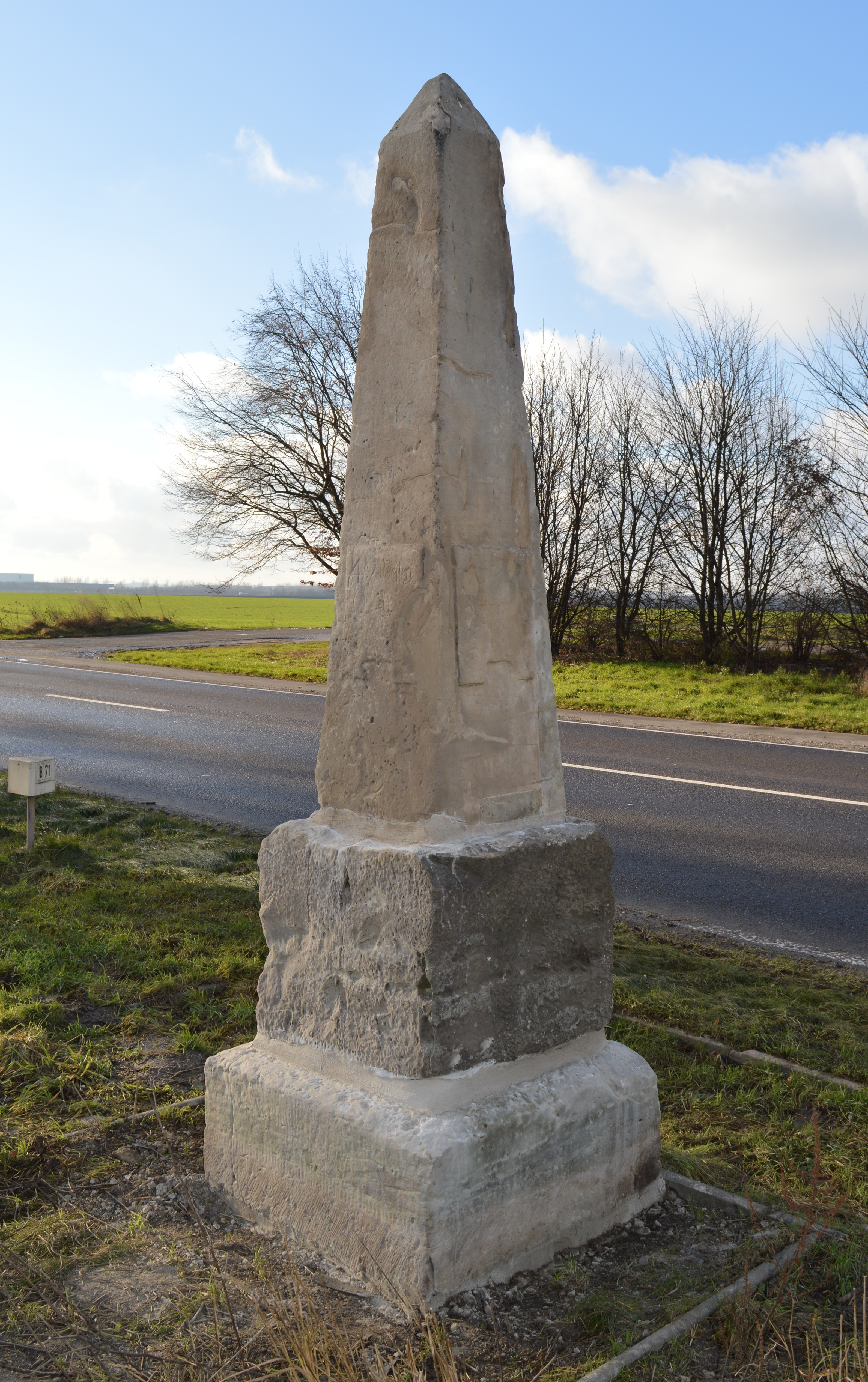
Ältester erhaltener preußischer Meilenstein, in Magdeburg (1792)
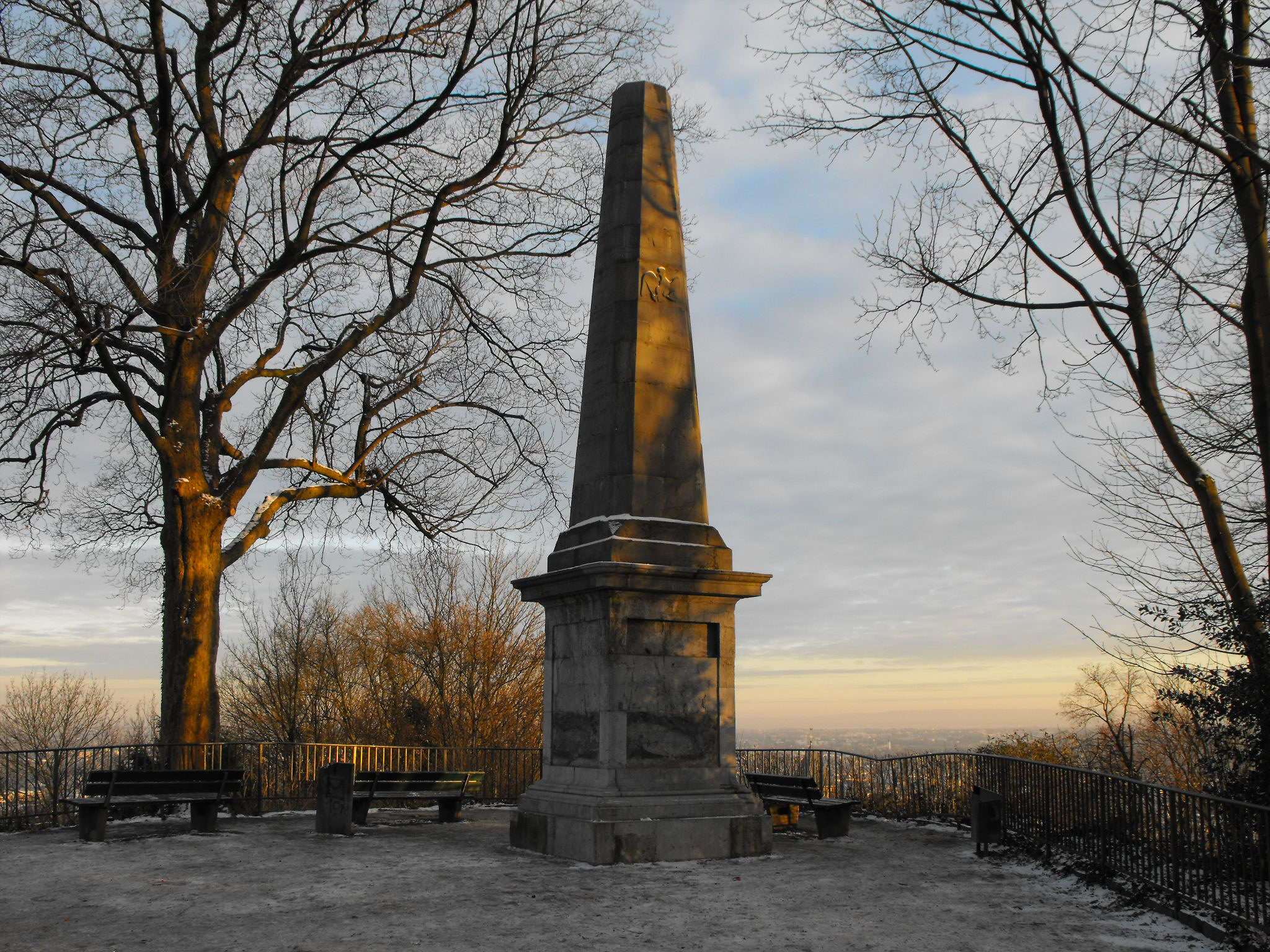
Obelisk  in Aachen auf dem Lousberg (1807)
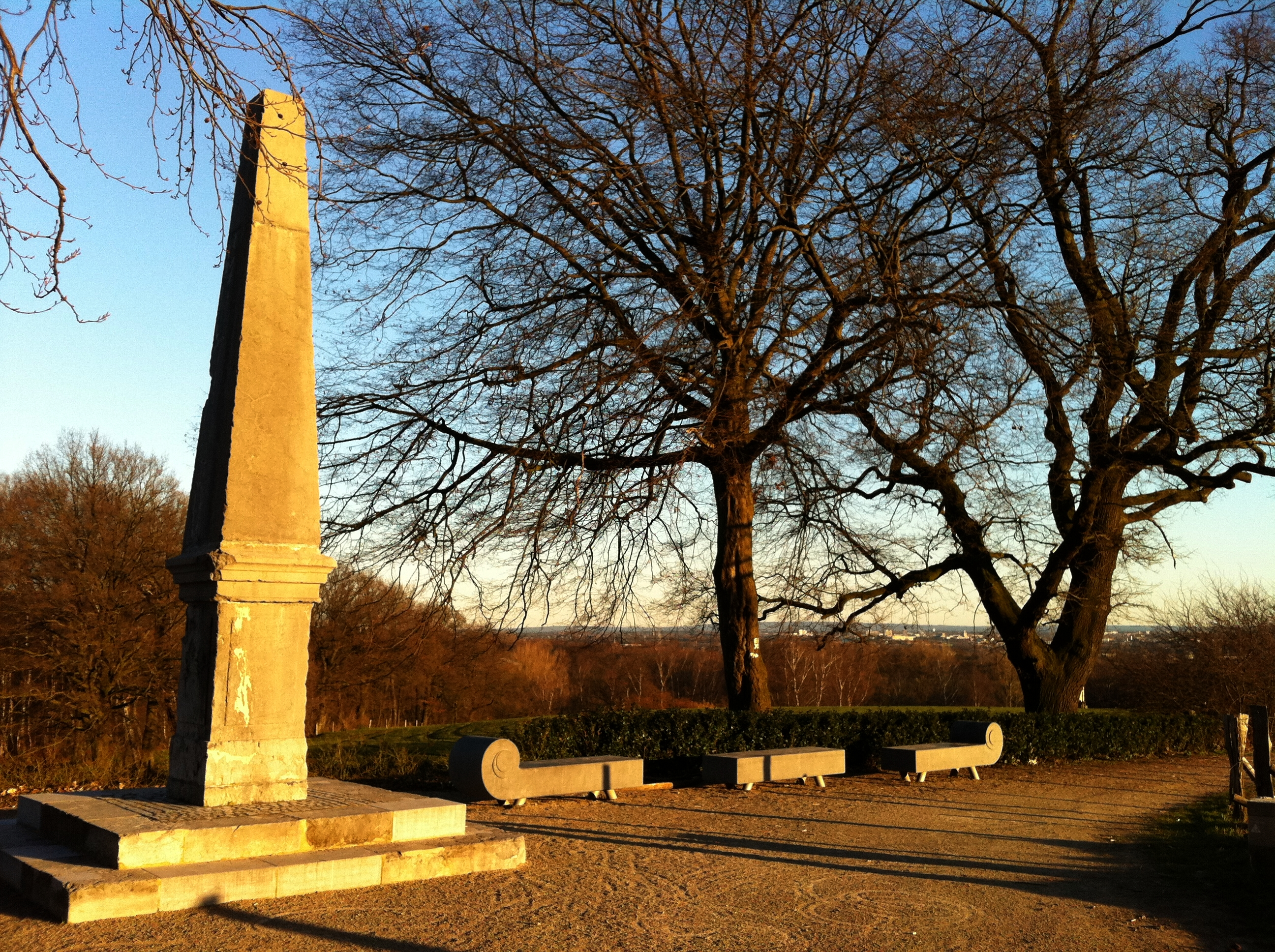
Obelisk bei Aachen im Paulinenwäldchen
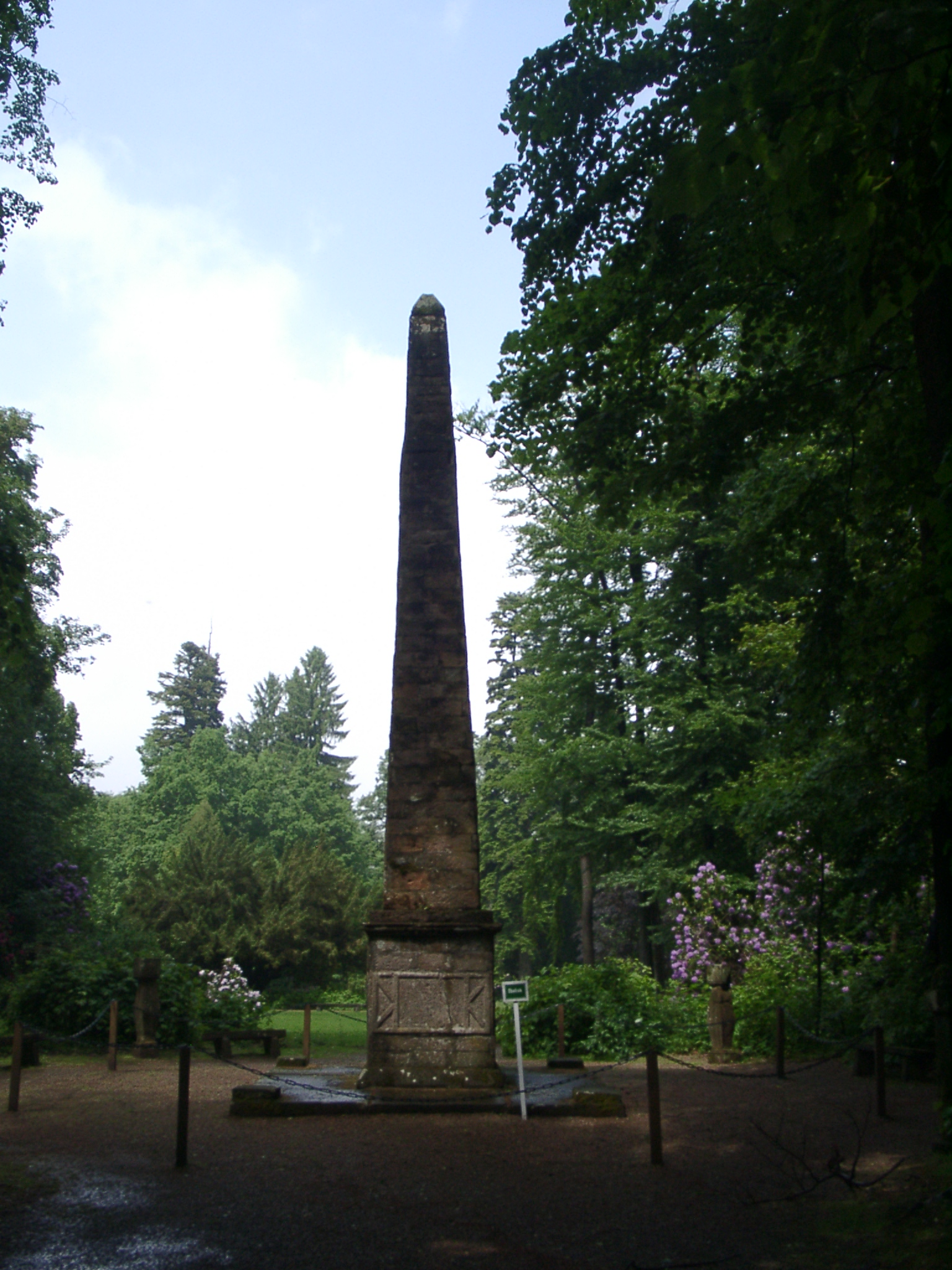
Obelisk im Eulbacher Park von Michelstadt (etwa 1810)
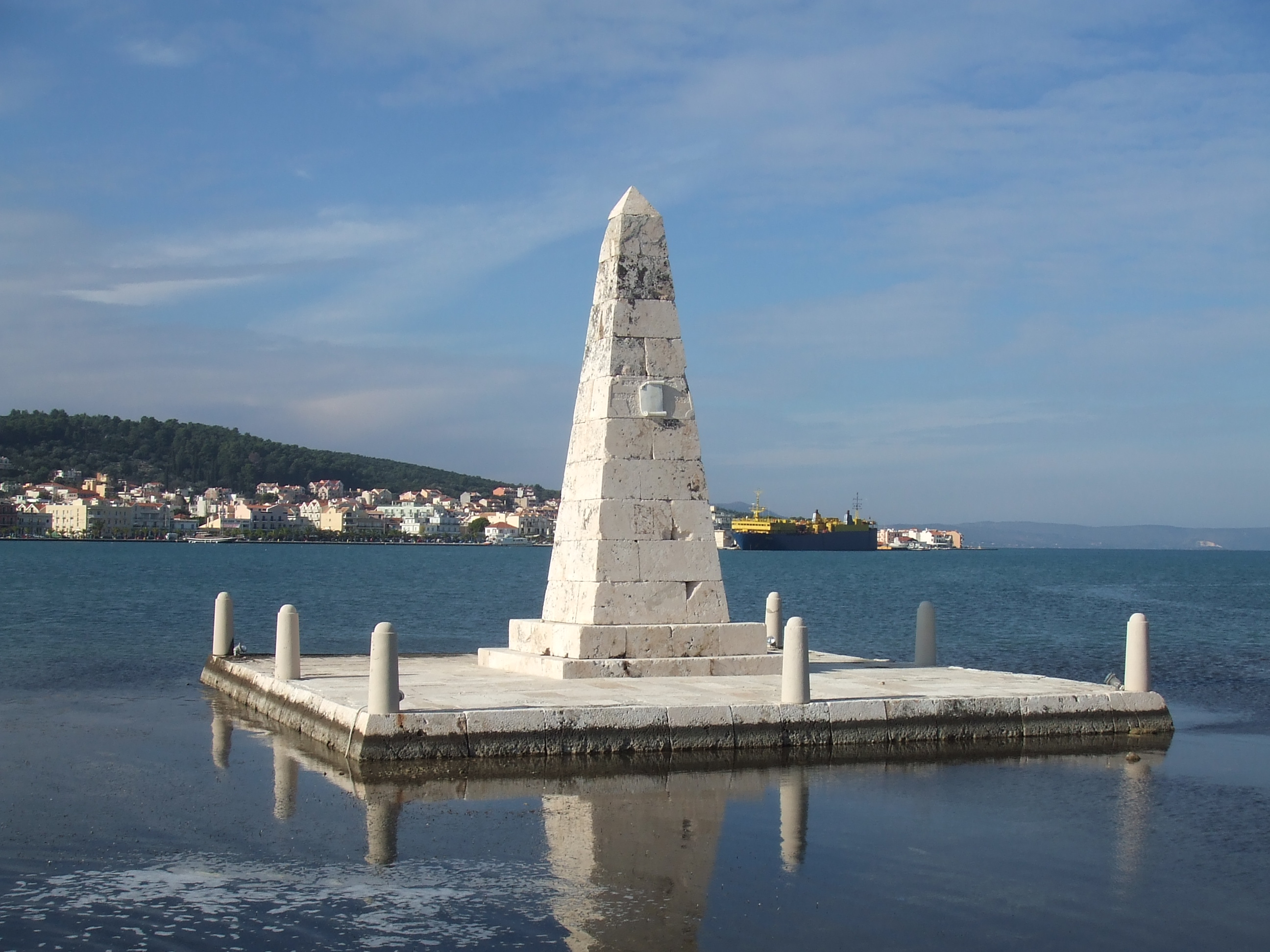
Obelisk an der De-Bosset-Brücke auf Kefalonia, Griechenland (1818)
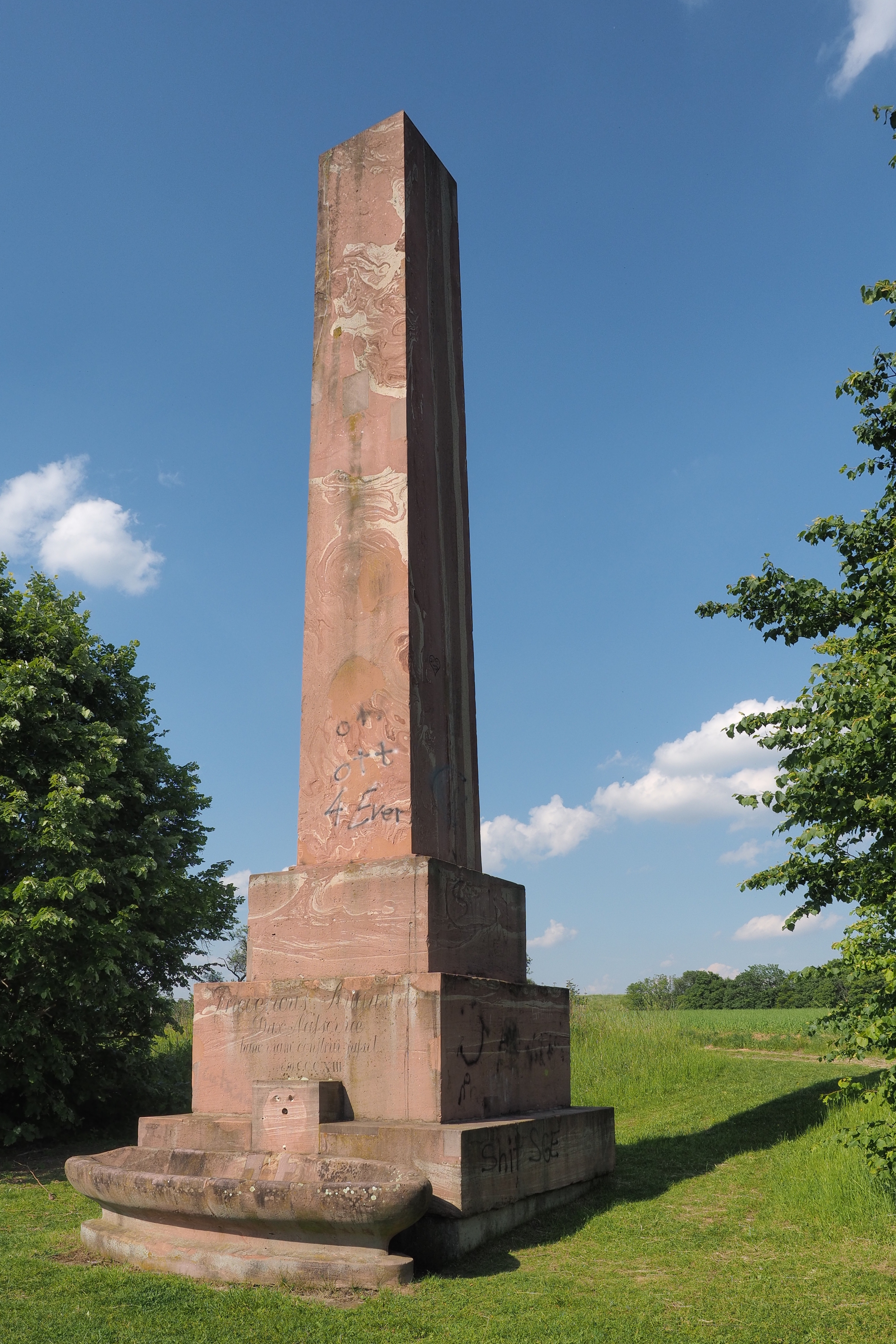
Wandersmann-Obelisk, heute am Wiesbadener Kreuz (1819)
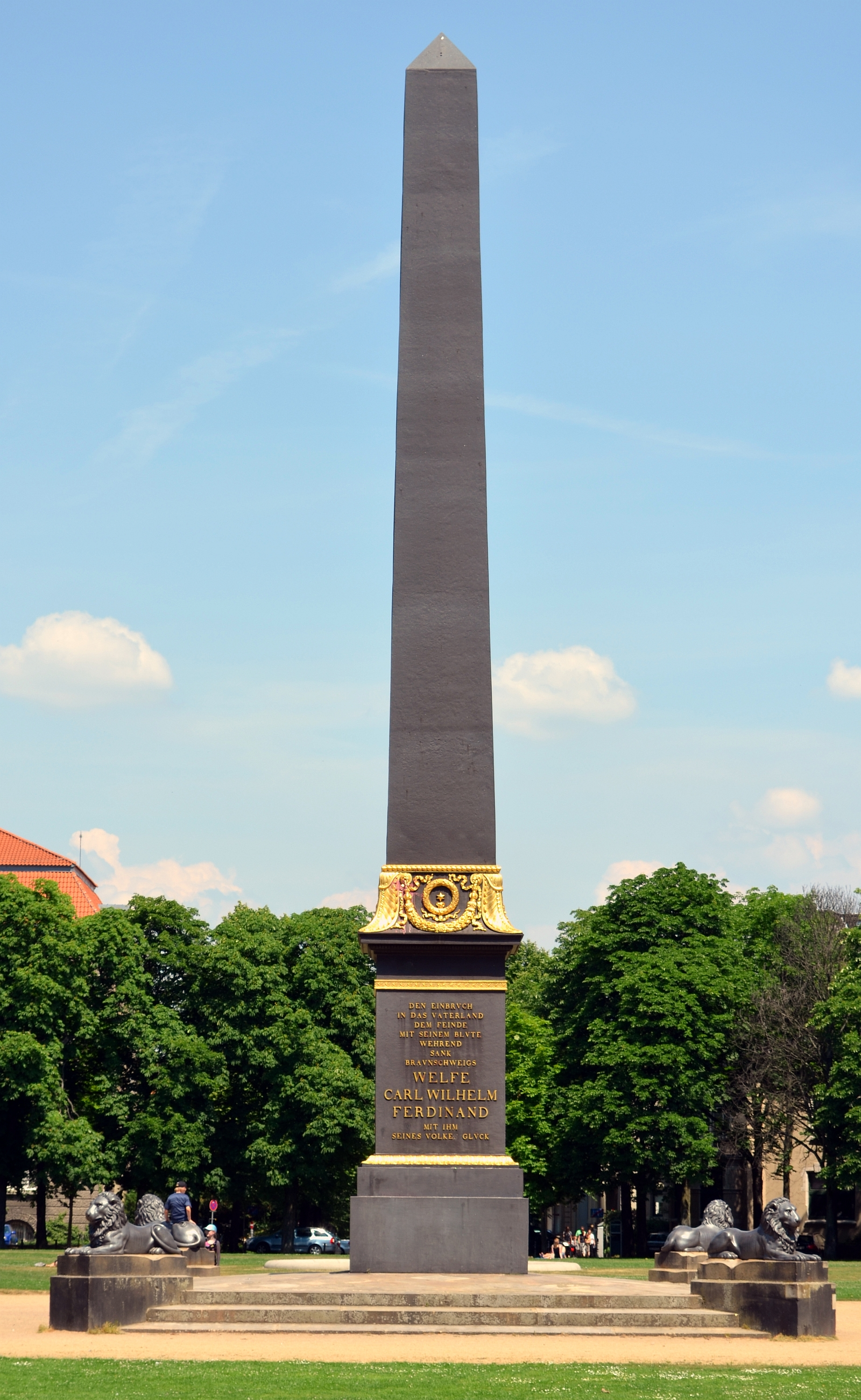
Obelisk auf dem Löwenwall in Braunschweig (1823)
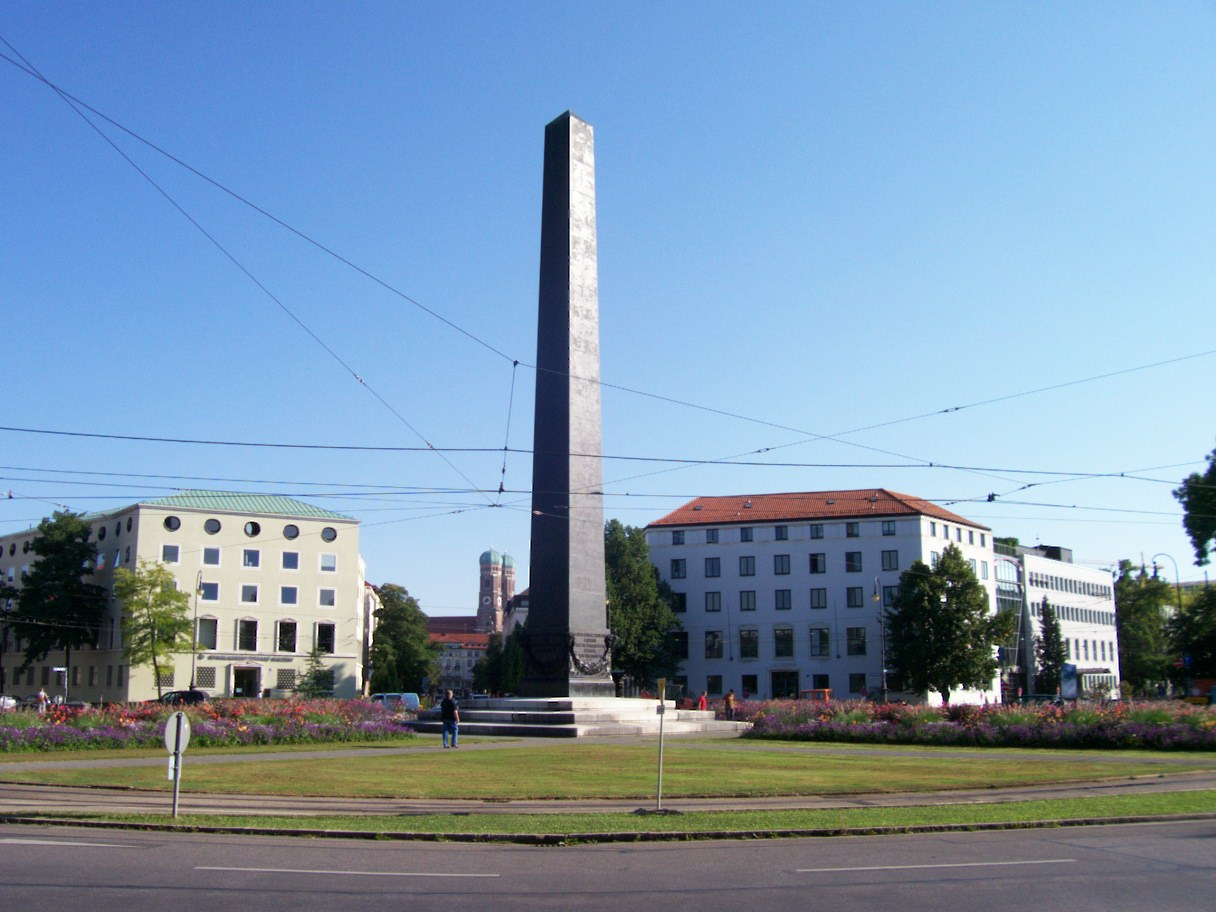
Obelisk am Karolinenplatz in München (1833)
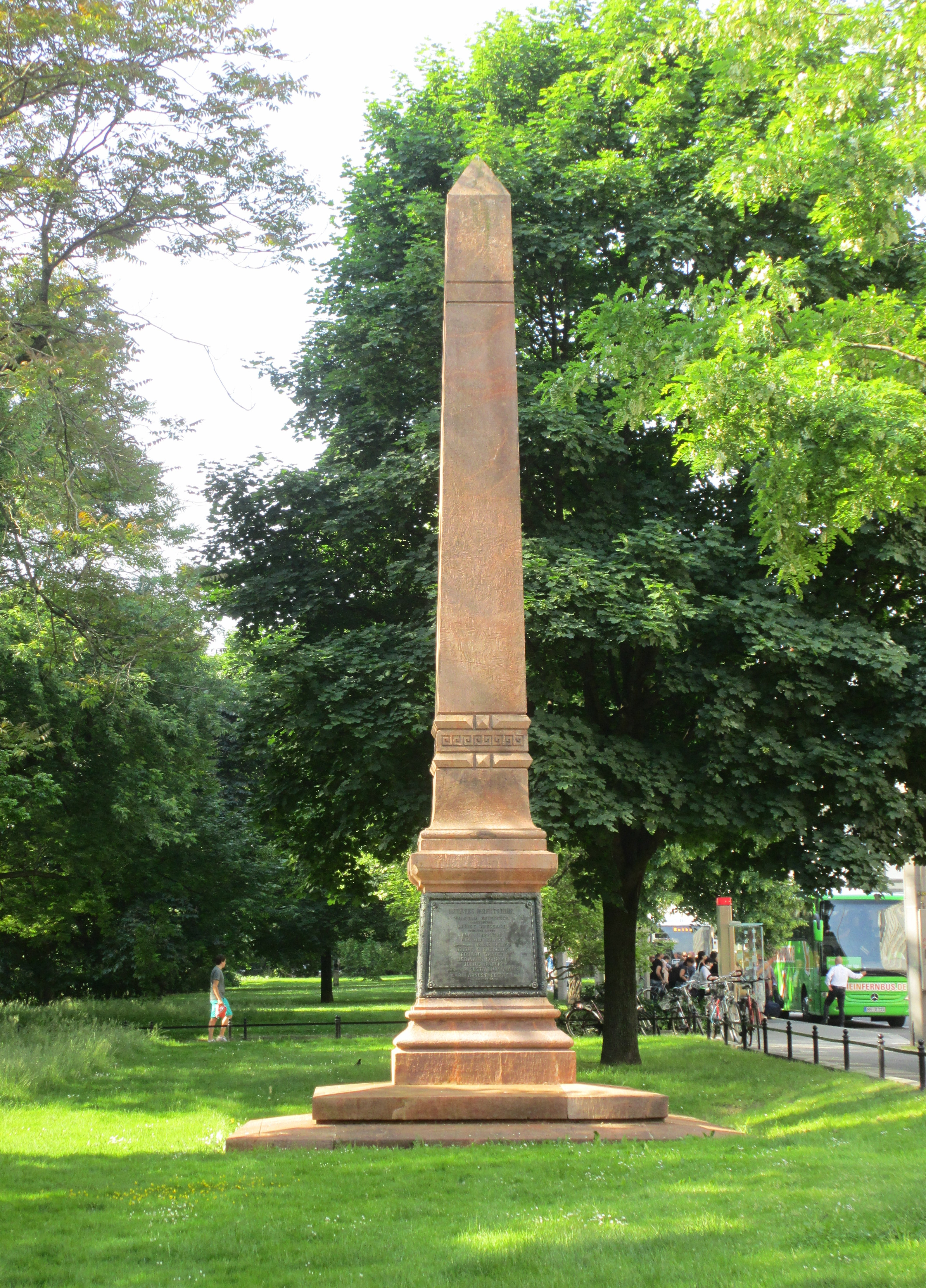
Obelisk zur Eröffnung der Bahnstrecke Leipzig–Dresden im Schillerpark in Leipzig (1839)
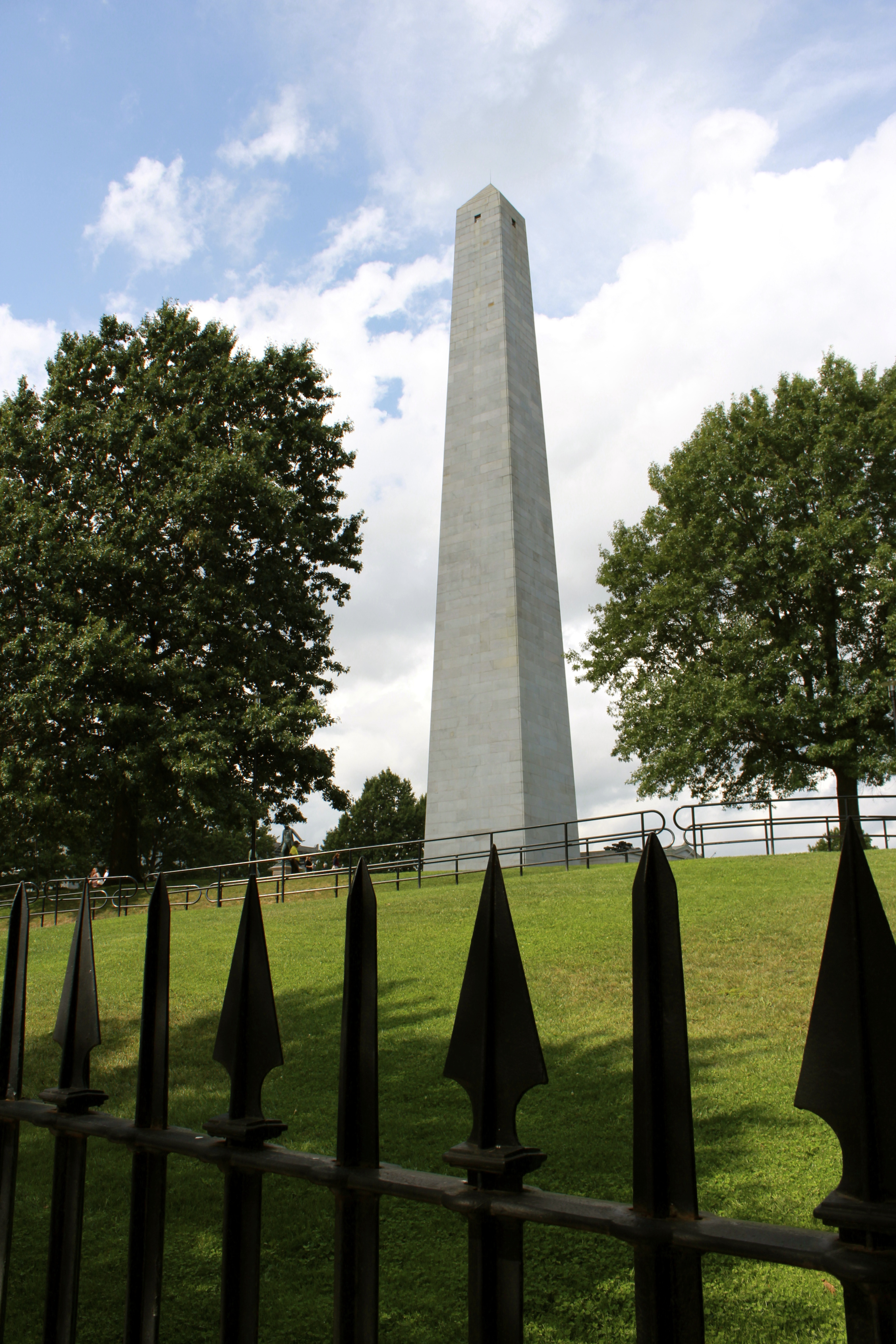
Begehbarer Obelisk des Bunker Hill Monument in Boston, fertiggestellt 1843
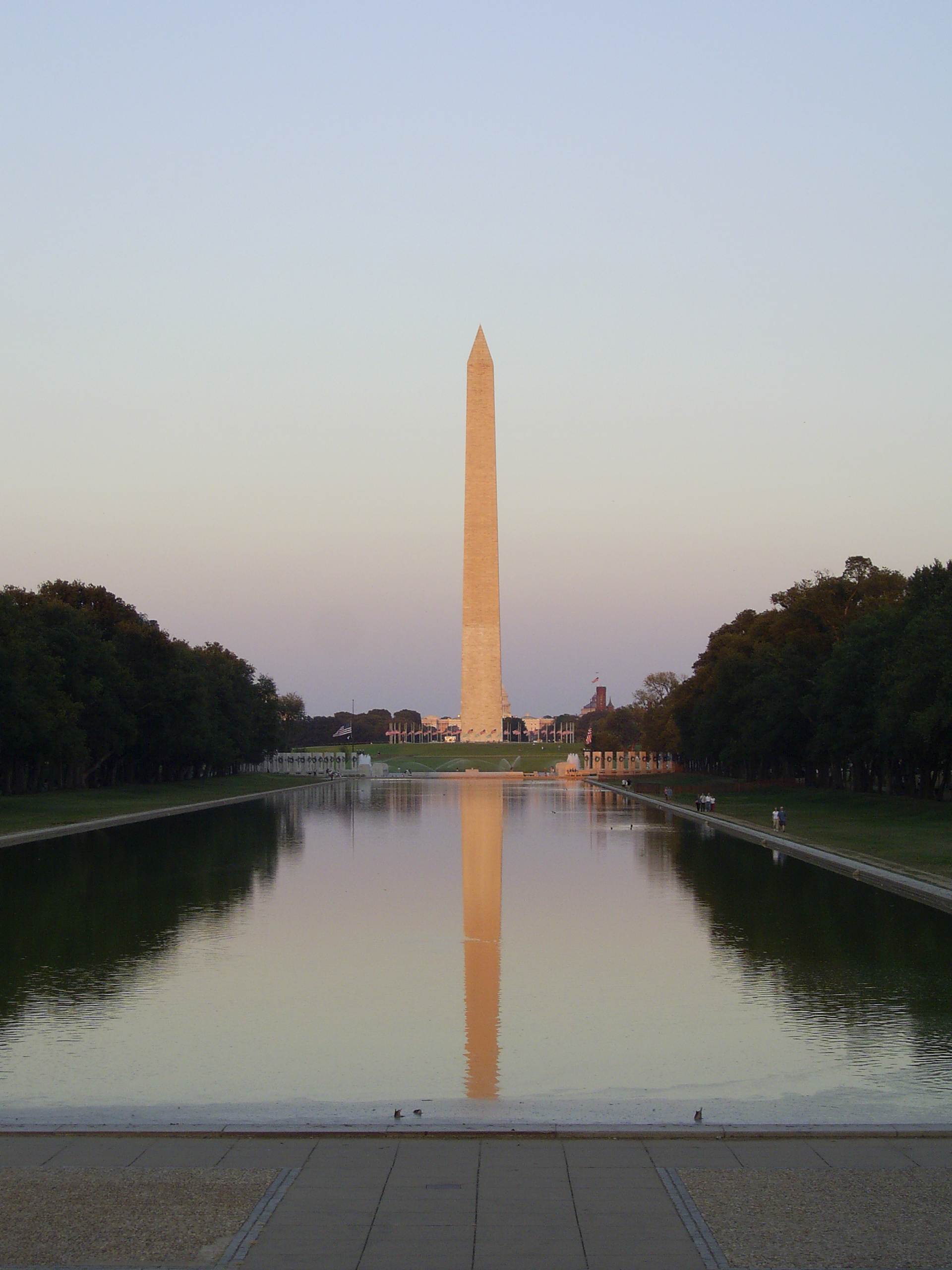
Washington Monument in Washington, D.C., fertiggestellt 1884

### Obelisken der Moderne
- 1909: Von Fritz Gerth stammt das Herzog Adolph gewidmete Landesdenkmal in Wiesbaden. Er platzierte ein vier Meter hohes klassizistisches Bronzestandbild vor einem massiven Steinobelisken von acht Metern Höhe.
- 1936: Der deutschstämmige Architekt Alberto Prebisch schuf die Pläne für den Obelisken von Buenos Aires.
- 1939: Das aus Beton gefertigte und mit Kalkstein aus Texas verkleidete 173 m hohe, im Innern hohle San Jacinto Monument nahe Houston hat die Form einer oktogonalen Säule, die den Texas-Stern trägt.
- 1968: 14-Meter-Obelisk in Snamjanka, Ukraine, ein anschauliches Beispiel für ein Denkmal für die Gefallenen des Zweiten Weltkriegs; wurde zu Ehren des 25. Jahrestages der Befreiung der Stadt errichtet, besteht aus Stahlbetonblöcken.
- 1982: Der Chuch’e-Turm in Pjöngjang, eingeweiht am 70. Geburtstag des damaligen Staatspräsidenten Kim-Il Sung, ist nur drei Meter niedriger; er besteht aus Granitblöcken unter weißer Steinverkleidung.

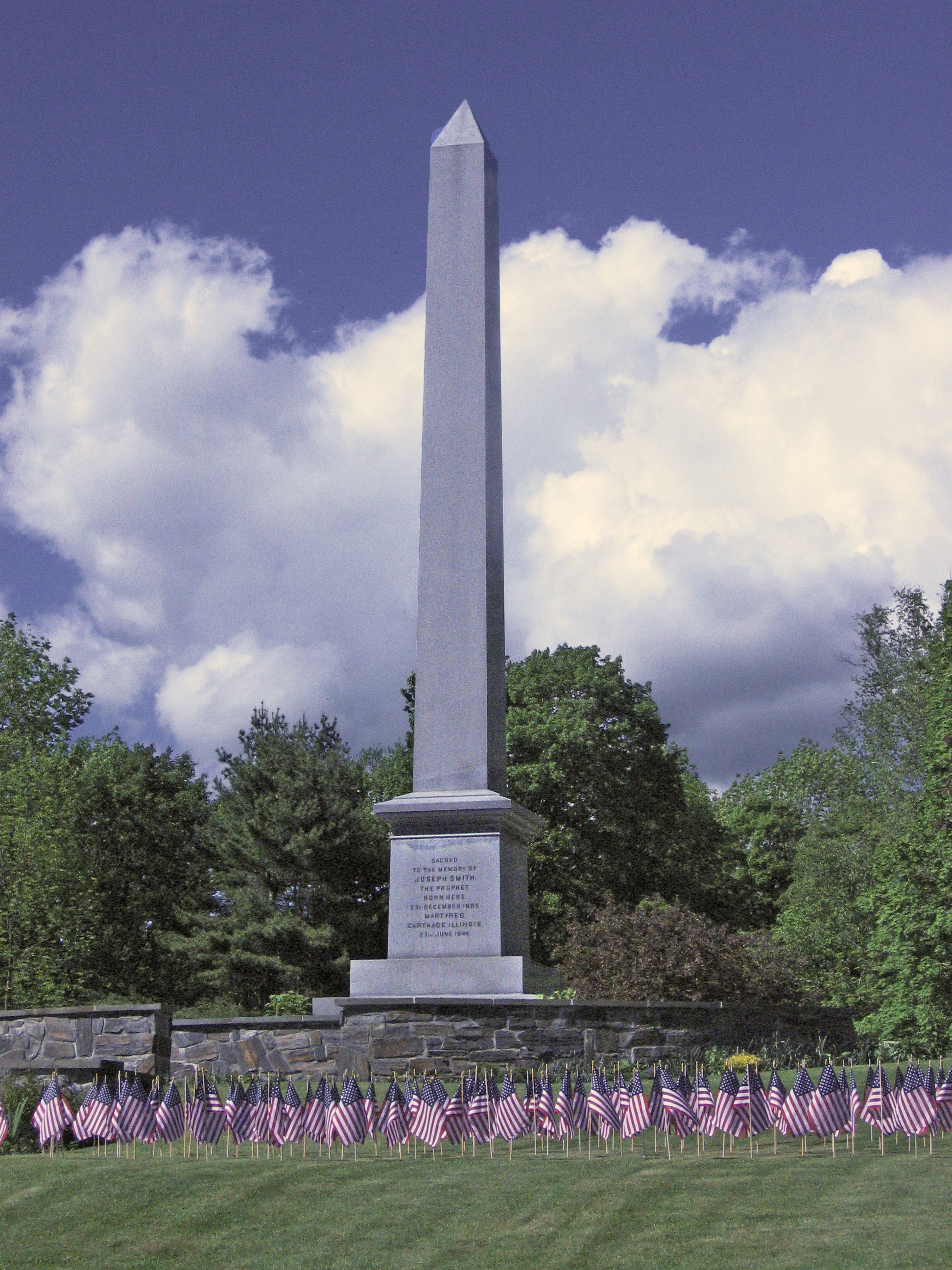
Obelisk des Joseph-Smith-Geburtsdenkmals in Vermont (1905)
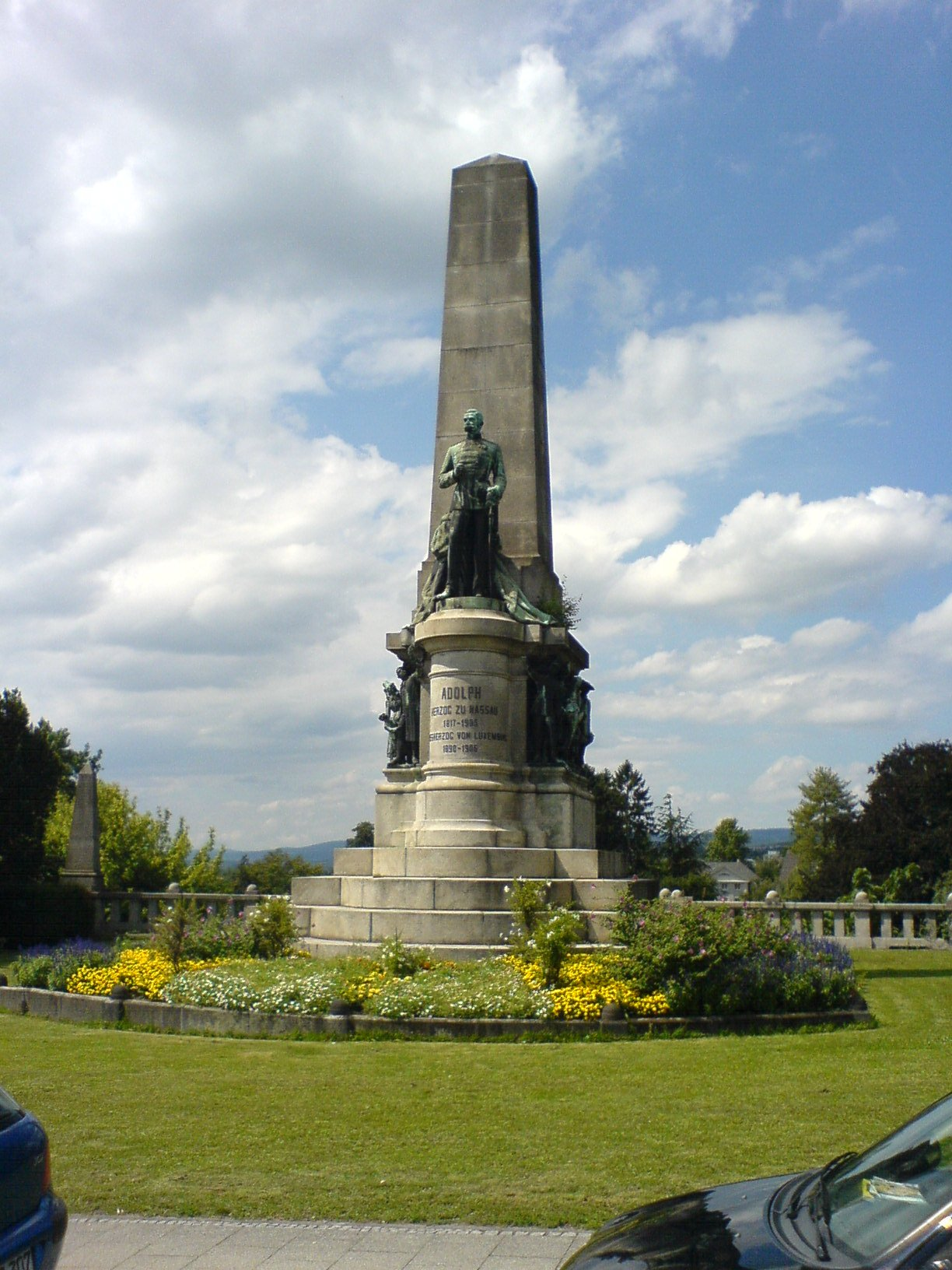
Obelisk des Landesdenkmals in Wiesbaden (1909)
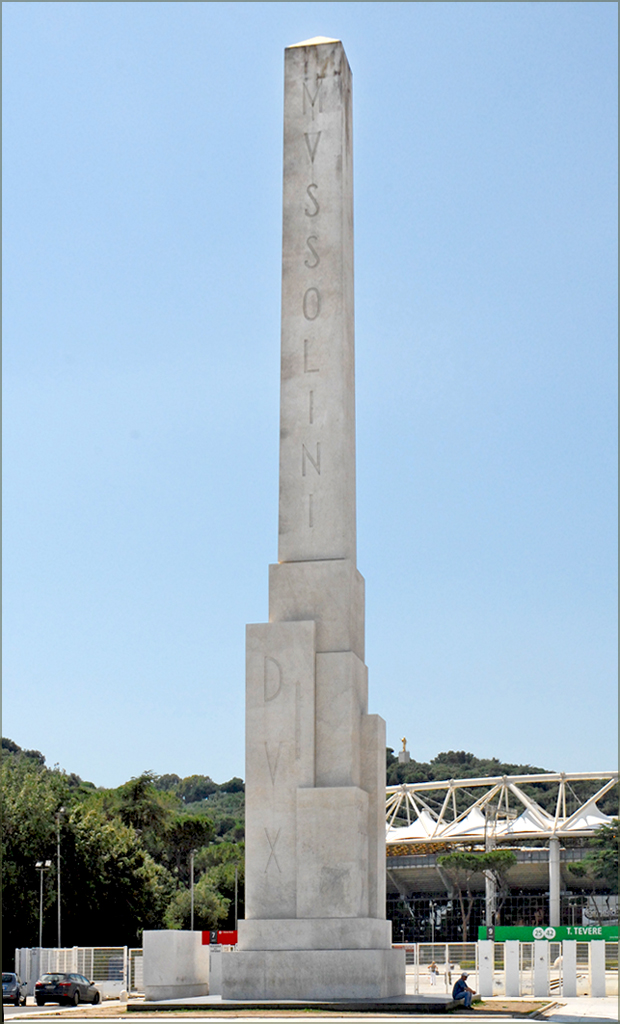
Mussolini-Obelisk in Rom, größter im 20. Jh. gefertigter Monolith (1932)
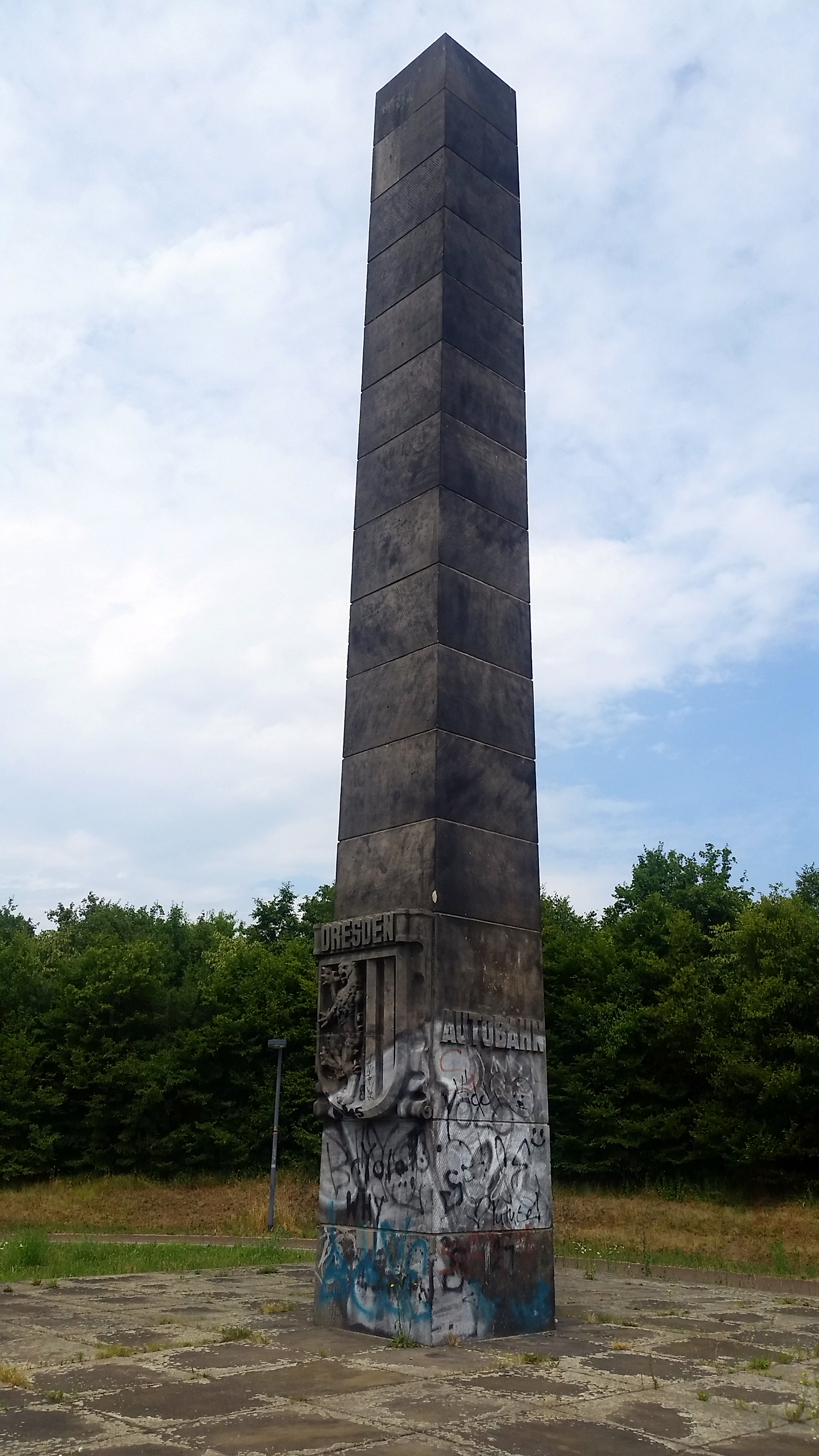
Autobahn-Obelisk in Dresden-Kaditz (1937)
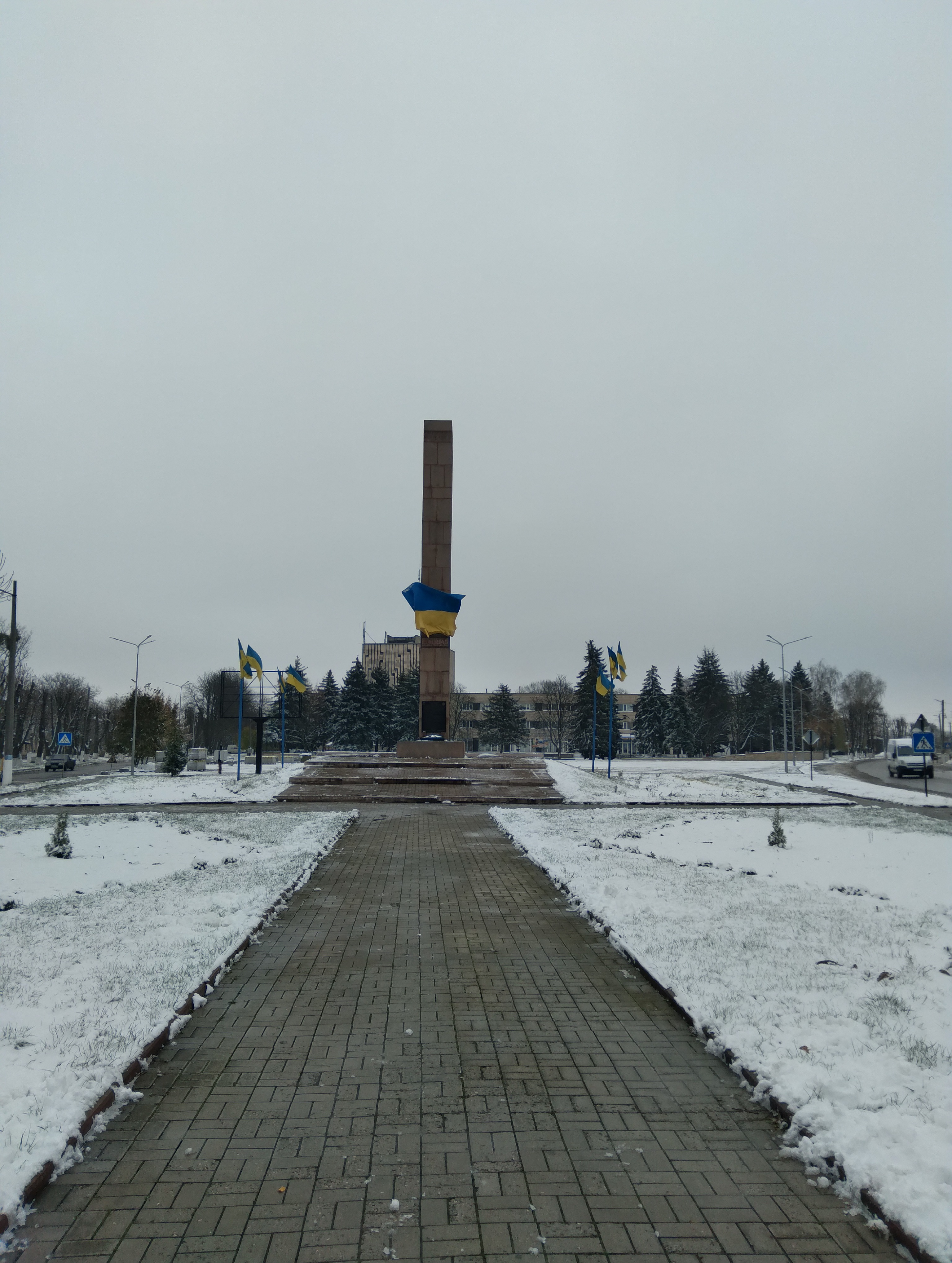
Obelisk des Ruhmes in Snamjanka (1968)
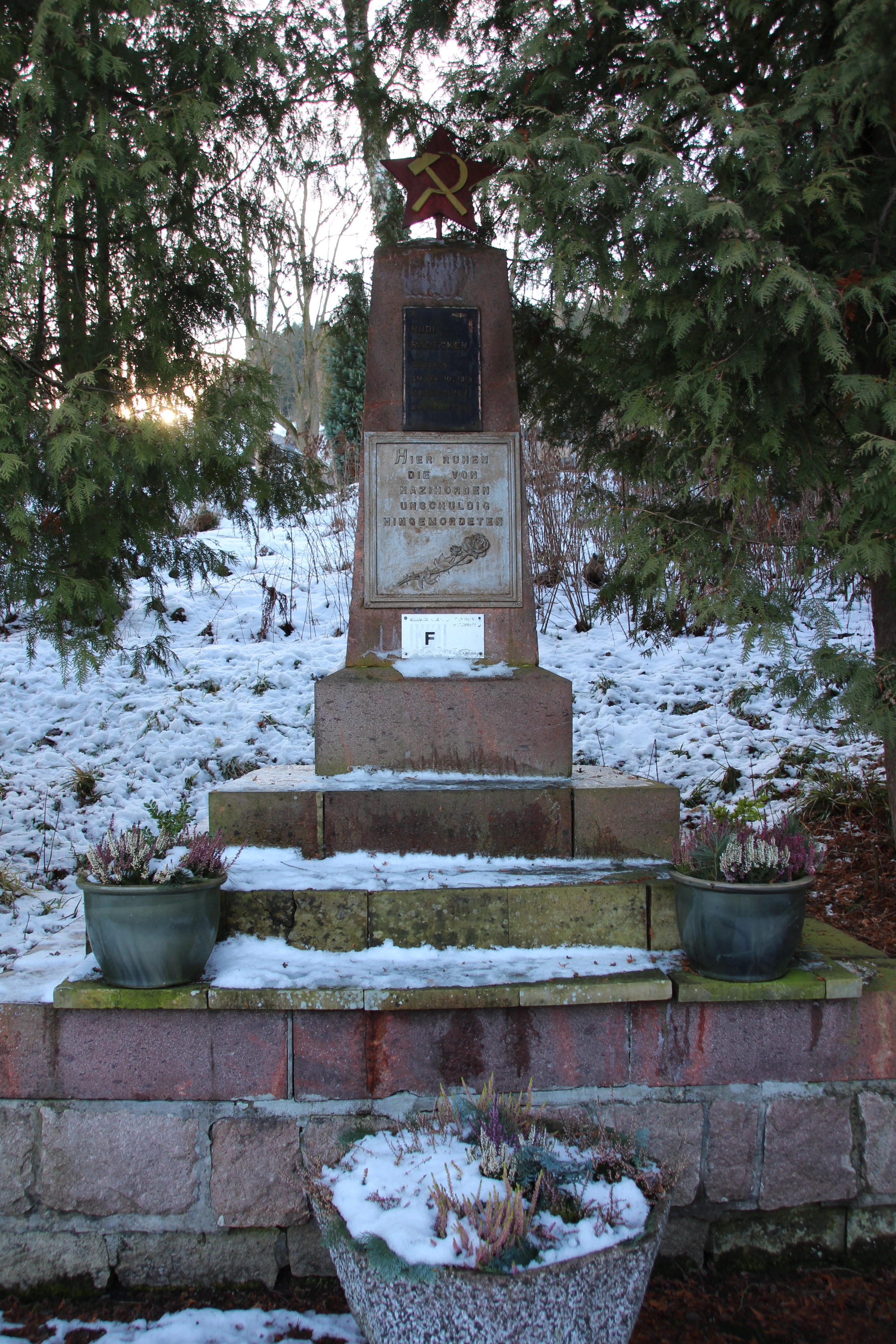
Obelisk zum Gedenken an Häftlinge des KZ Flossenbürg auf dem Alten Friedhof in Schönheide
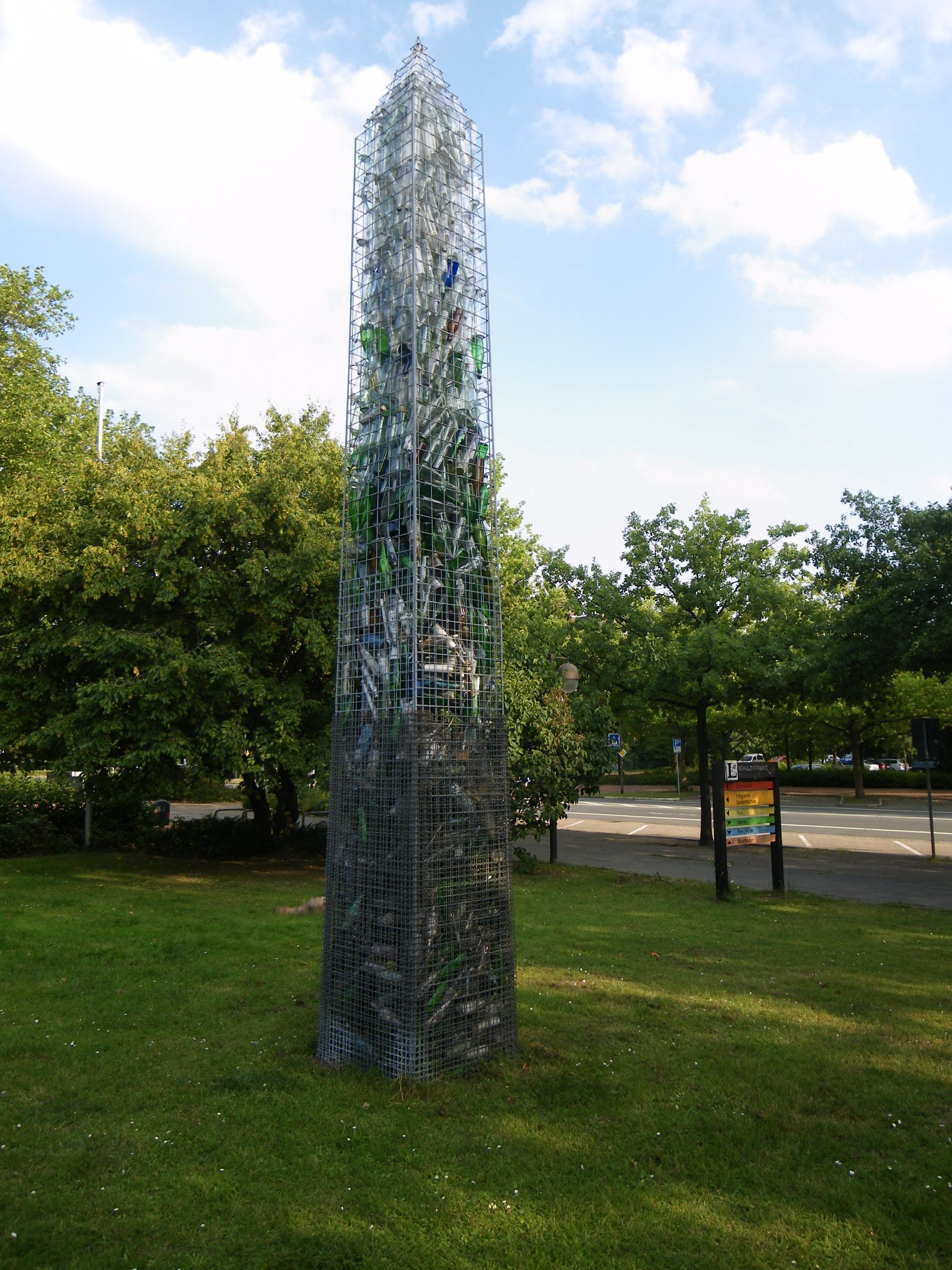
Skulptur „Obelisk“ von Michael Deiml in Langenhagen (2000)
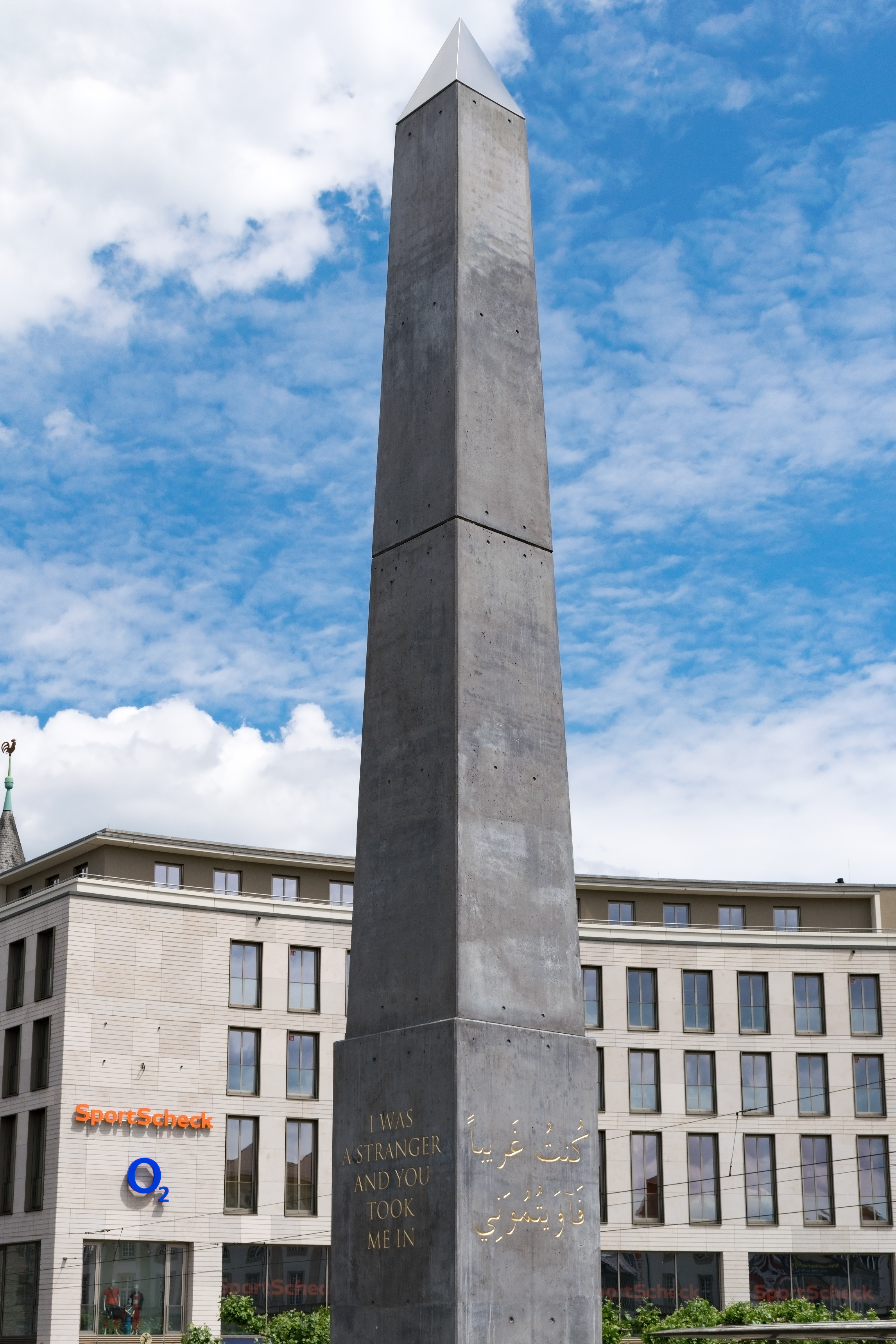
Der Obelisk auf dem Königsplatz in Kassel (2017)

## Zierobelisken
Seit der Renaissance wurden vielerorts in Europa kleine – meist gemauerte und manchmal an der Spitze mit Kugeln versehene – Obelisken als hoheitliche Zeichen auf Portalen, Giebeln und in den Ecken von Kirchen und Palästen aufgesetzt, die dadurch in ihrer Bedeutung aber auch rein optisch aufgewertet wurden.

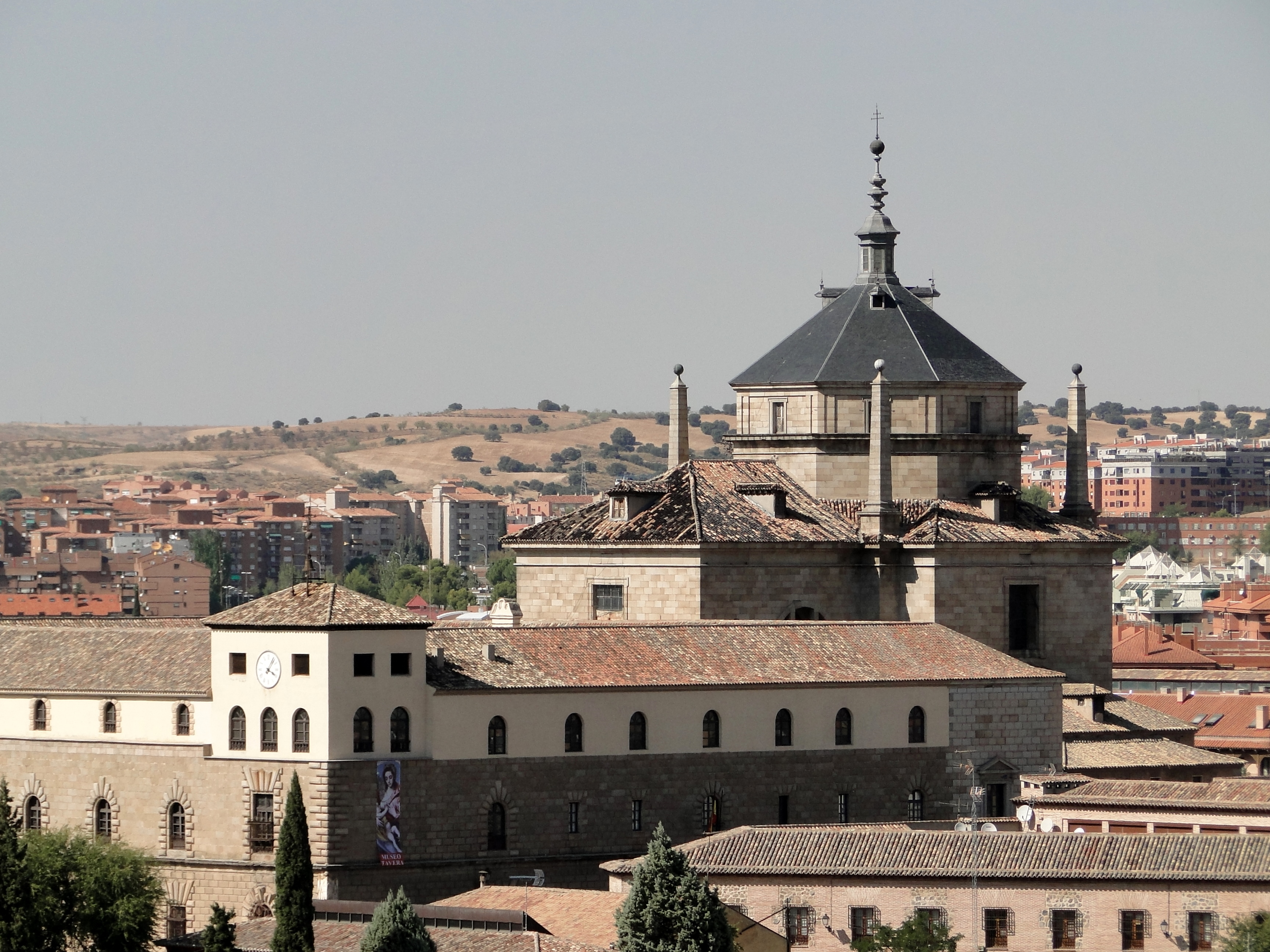
Toledo, Hospital de Tavera – Obelisken in den Ecken der Vierung
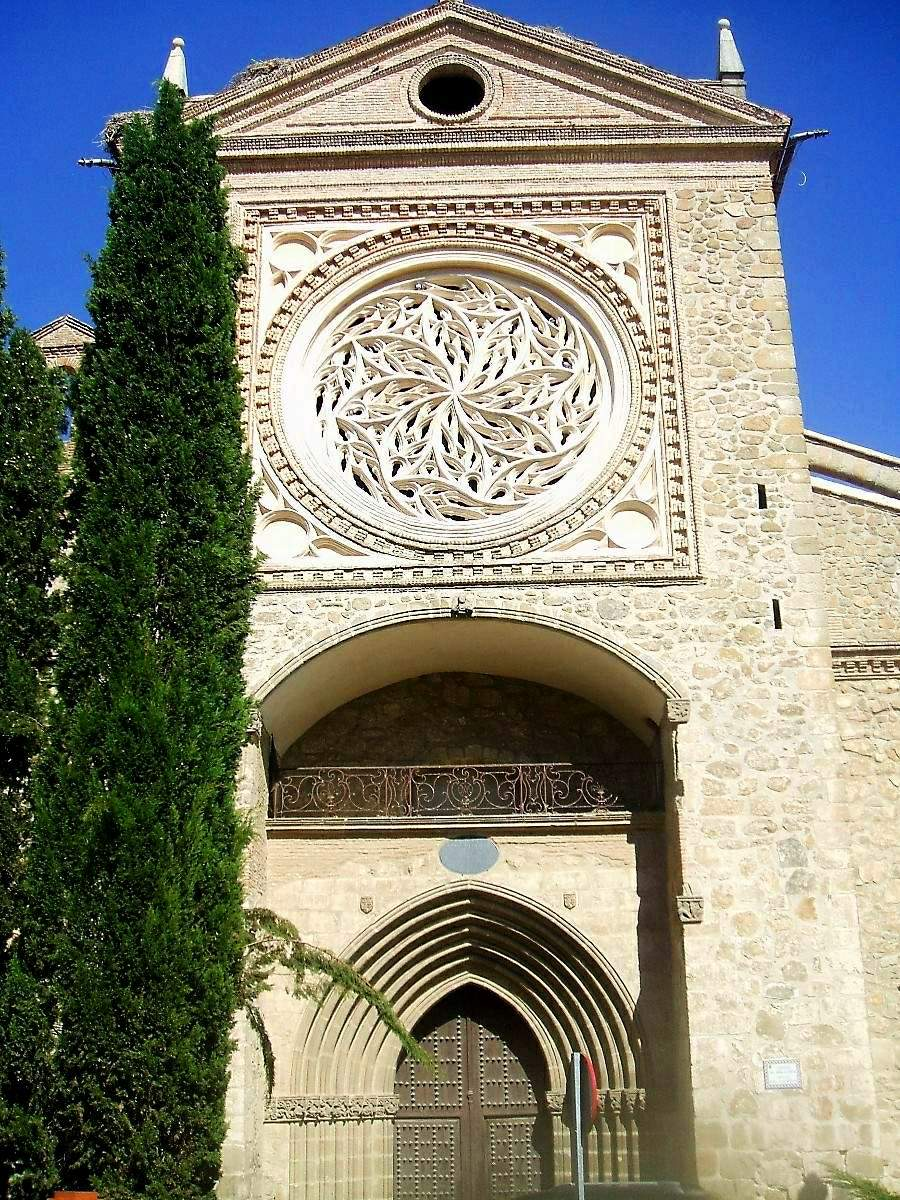
Talavera de la Reina, Colegiata de Santa María la Mayor – Westgiebel
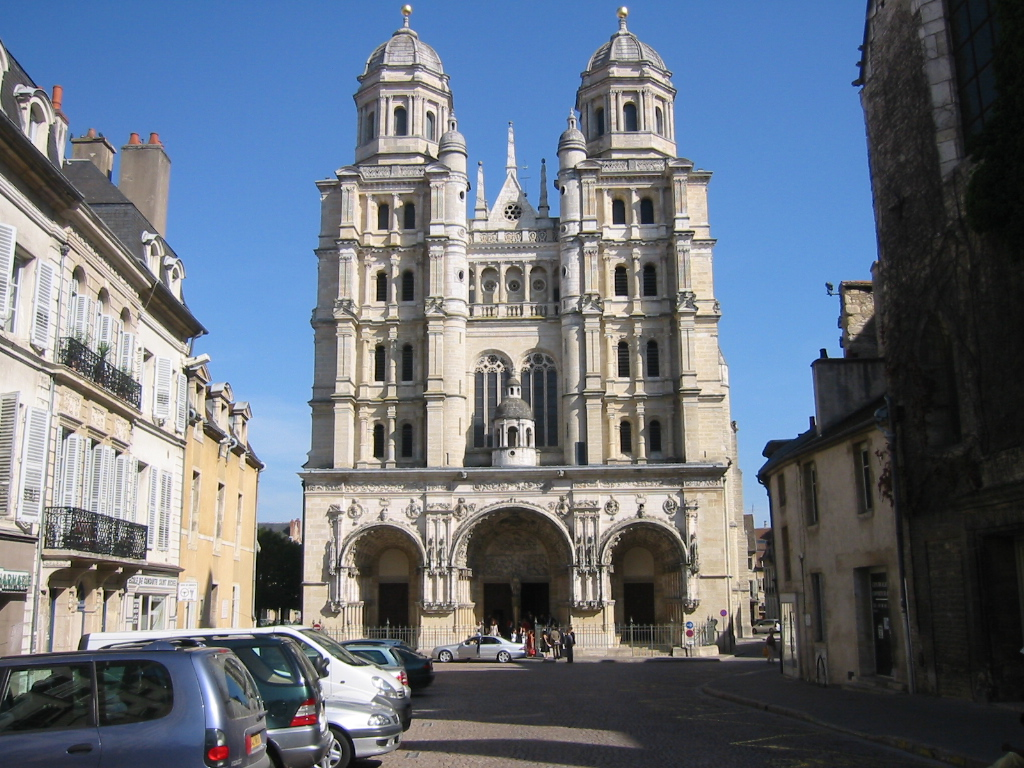
Dijon, Église St-Michel – Obelisken auf dem Mittelgiebel
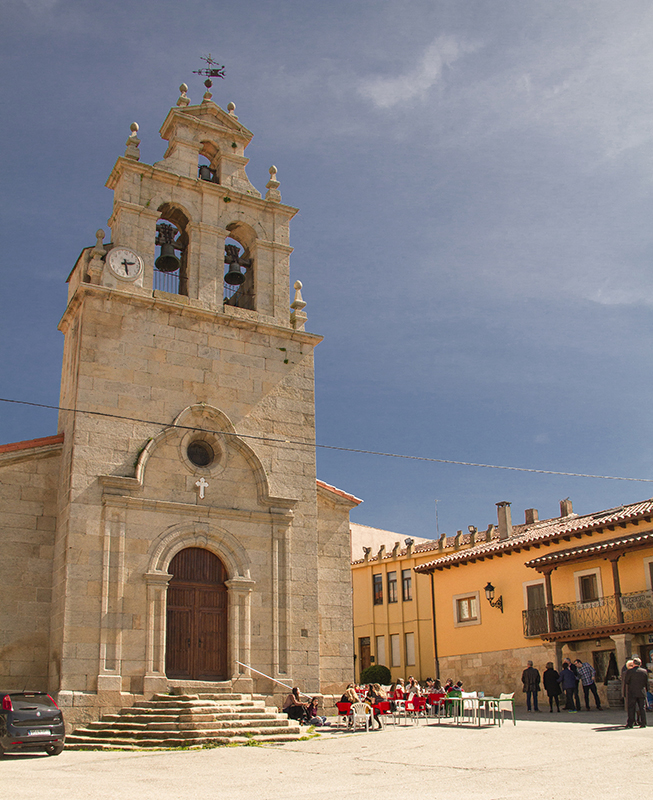
Mieza (Salamanca) – Obelisken am Glockengiebel
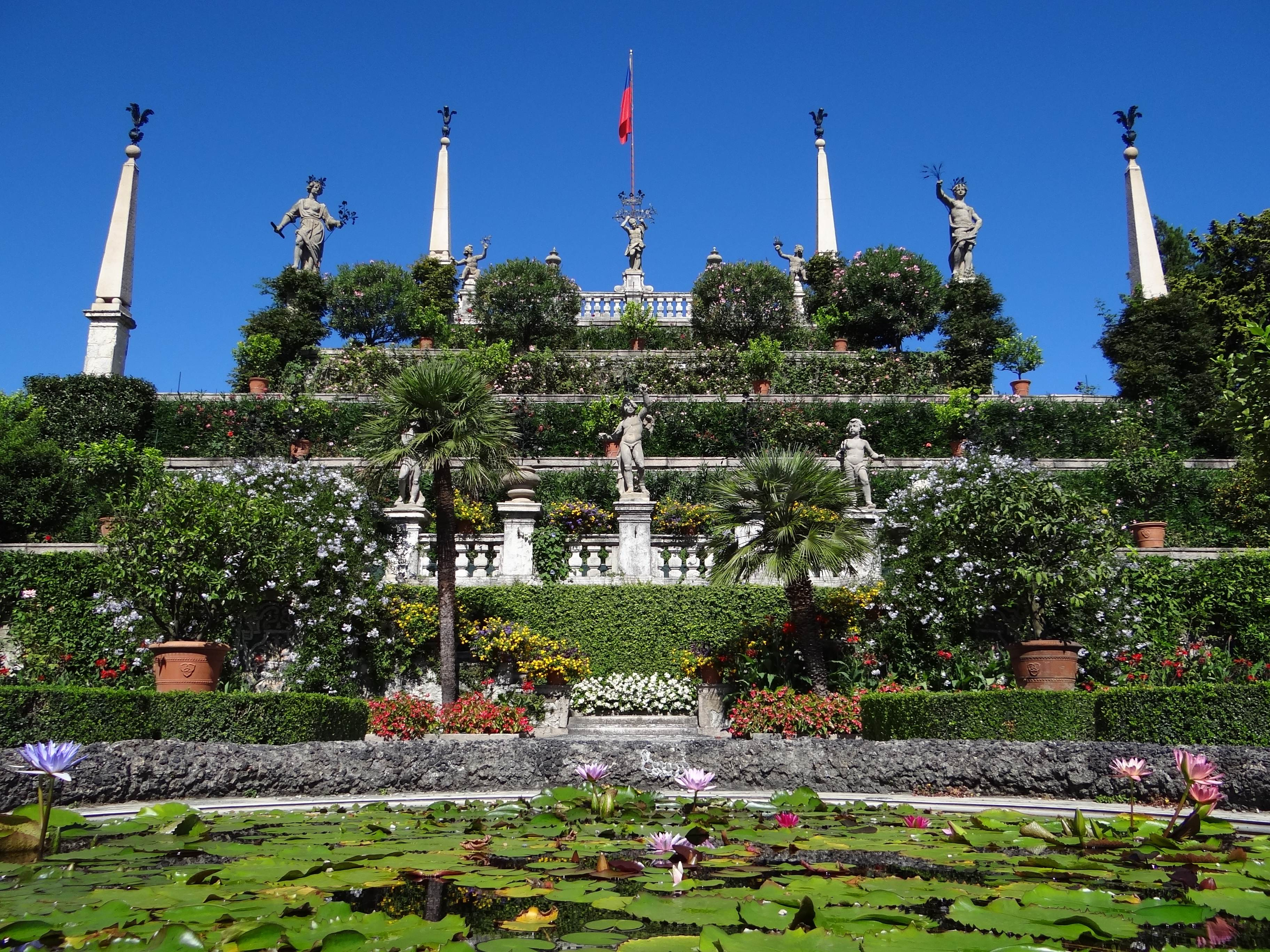
Isola Bella – Obelisken als Elemente der Gartengestaltung

## Trivia
- Die Comicfigur „Obelix“ aus den Asterix-Heften ist nach Obelisk benannt, auch wenn oft auf ein typografisches Zeichen mit entsprechendem Namen verwiesen wird. Für die Geburtstagsausgabe Obelix und seine Freunde steuerte Turf dafür eine Geschichte über Obelix’ Bruder „Obelisk“ bei.
- Der Obelisk wird auch von den Freimaurern als Signum verwendet.